# Chemins de fer de la Corse
Pour les articles homonymes, voir CFC.
Les chemins de fer de la Corse (CFC) (en corse, camini di ferru di a Corsica) sont un réseau ferroviaire à voie métrique d'une longueur de 232 km, qui relie entre elles quatre des principales villes de la Corse. Les Corses l'ont surnommé u Trinichellu (« le petit train »). Sa fonction est le transport de voyageurs, avec des liaisons intervilles, des services suburbains à Bastia et Ajaccio, ainsi qu'un service de desserte locale sur la Balagne.
Les CFC étaient également une société publique de droit privé qui employait le personnel et détenait la majeure partie du matériel roulant, mais qui n'exploitait pas directement le réseau corse. L'exploitation fut assurée, au cours de son histoire, par trois compagnies privées et le service des Ponts et Chaussées, avant d'être confiée à la Société nationale des chemins de fer français (SNCF) début 1983. L'infrastructure ferroviaire était la propriété directe de l'État français jusqu'au 22 janvier 2002 et appartient depuis à la Collectivité territoriale de Corse (CTC), qui est par ailleurs l'autorité organisatrice de transports (AOT) depuis le 13 mai 1991.
Au 1er janvier 2012, la SNCF n'assure plus le service commercial du réseau, la collectivité territoriale ayant choisi de confier l'exploitation à une société d'économie mixte (SEM) constituée à cet effet. La société nationale garde cependant un rôle de conseil technique dans cette structure.
Au 1er janvier 2024, l'exploitation du réseau est confié à un établissement public à caractère industriel et commercial (EPIC) nouvellement constitué sous le nom d'EPIC U Caminu di Ferru di a Corsica | Chemin de Fer de la Corse
Les lignes des chemins de fer de la Corse ne font pas partie du réseau ferré national.

## Réseau
Long de 232 km, le réseau actuel est composé de deux lignes à voie unique et à écartement métrique.
Il dessert 16 gares et 49 haltes et compte 1 592 ouvrages d’art dont 59 viaducs et 57 tunnels.
Le croisement des rames s'effectue dans certaines gares équipées d'une voie d'évitement. Une commande centralisée de voie unique est en projet sur la ligne principale Bastia - Ajaccio pour gérer les circulations, avec une signalisation modernisée. Elle pourrait être opérationnelle en 2024.
Les deux lignes exploitées sont :
- la ligne centrale : Bastia - Casamozza - Barchetta - Ponte-Leccia - Soveria - Corte - Venaco - Vivario - Vizzavona - Mezzana - Ajaccio (158 km)
- une ligne en antenne greffée à Ponte-Leccia, dite ligne de la Balagne : Ponte-Leccia - Belgodère - L'Île-Rousse - Calvi (74 km).

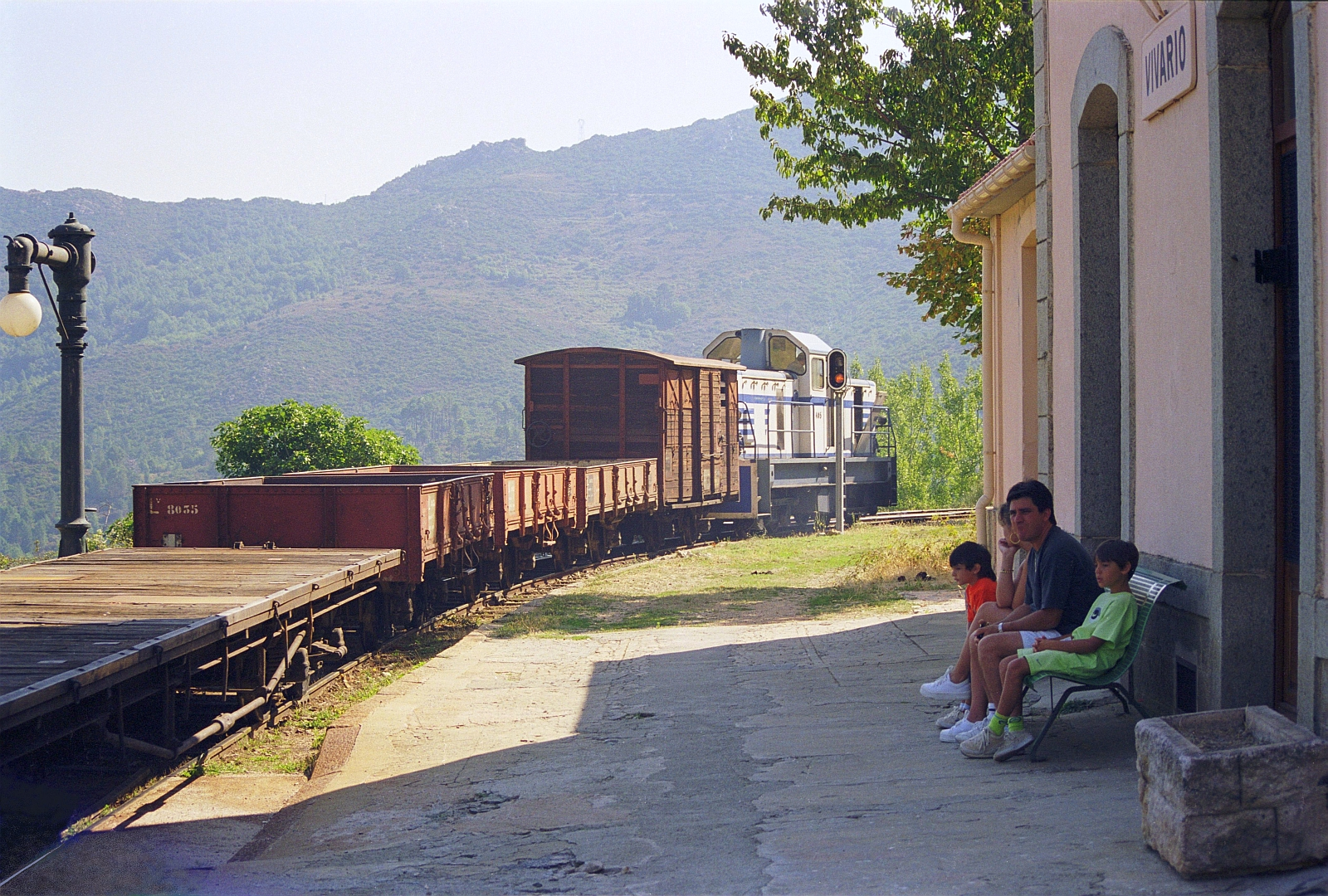
Train de marchandises Ajaccio-Bastia traversant la gare de Vivario.

Le tracé et le profil en long des 2 lignes sont assez tourmentés en raison du relief, à part la section de plaine entre Bastia et Casamozza, où les rames sont autorisées à rouler à 100 km/h sur certains tronçons. La ligne centrale compte trente-deux tunnels et cinquante-et-un ponts et viaducs. Le tunnel de Vizzavona, le plus long avec 3 916 mètres, se situe sous le col de Vizzavona, à 900 mètres d'altitude. L'ouvrage le plus remarquable est le « pont du Vecchio », pont-viaduc métallique dont la construction du tablier fut exécutée par la société Eiffel, long de 170 mètres et dominant la rivière d'une hauteur de 94 mètres. À sa suite, sur une dizaine de kilomètres, la ligne décrit une succession de deux boucles de part et d'autre de la gare de Vivario : trois kilomètres après le pont du Vecchio, elle retourne en sens inverse et passe une deuxième fois à quelques centaines de mètres près du viaduc. Les déclivités maximales de la ligne sont de 15 à 20 ‰, sauf sur la section la plus difficile entre Corte et Vivario, où la déclivité maximale est de 30 ‰. Le rayon des courbes minimales est de 100 m.
La ligne de la Balagne  comporte de petits ouvrages d'art et neuf tunnels dont cinq dans la zone de Novella (Novella, Funtanella, Concoli, Cruschini et Guadioni). Sans traverser la haute montagne, le paysage de rudes collines avec une rare végétation n'est pas moins digne d'intérêt, et la longue descente après Belgodère vers la côte moyennant une multitude de courbes en lacets offre des vues saisissantes aux voyageurs. Pendant les vingt-cinq derniers kilomètres jusqu'à Calvi, la ligne est établie à proximité et au-dessus de la côte, se faufilant entre les rochers et longeant des longues plages de sable. Le trafic est peu intense, Calvi et l'agglomération de l'Ile-Rousse comptent chacune environ  six mille habitants. Néanmoins, cette section de ligne fait l'objet d'une desserte cadencée à longueur d'année, renforcée à la belle saison pour répondre au trafic touristique.
Une troisième ligne, s'embranchant à Casamozza sur la ligne principale, desservait à partir de 1888 la plaine orientale jusqu'à Ghisonaccia ; elle fut prolongée en 1930 jusqu'à Solenzara, et atteignit Porto-Vecchio en 1935, portant sa longueur à 130 kilomètres. À la suite de nombreuses destructions d'ouvrages d'arts pendant la Seconde Guerre mondiale, les trains cessèrent de circuler le 8 septembre 1943 entre Folelli - Orezza et Porto-Vecchio. Les travaux de remise en état furent jugés trop onéreux pour une ligne d'aussi faible importance, d'ailleurs fortement concurrencée par la RN 198 au profil assez facile. Seul le tronçon de Casamozza à Folelli - Orezza, d'une longueur de 10,9 km, continua de fonctionner jusqu'au 1er juillet 1953. Une réouverture partielle est cependant à l'étude .

## Société corse
Appelé U trinichellu (le tremblotant, trinicà  trembloter) en corse, son achèvement marque de façon symbolique la fin de la partition entre Bastia et Ajaccio par la route, qu'isolait souvent en hiver le blocage du col de Vizzavona, l'unification des élites urbaines ou villageoises en fut accentuée.
Par contre pour certaines couches traditionnelles de la population (colporteurs, charretiers, muletiers, aubergistes...) le train leur porta un coup souvent fatal. Si la crise agricole des années 1870-1880 (blé américain, phylloxéra) ne peut lui être imputé le trinichellu suscita l'hostilité. Une chanson de cette époque a survécu U trenu di Bastia.
Après la Seconde Guerre mondiale, on parla de sa démolition d'où une autre chanson célèbre sur le même titre et le même air mais satirique contre la classe politique.

## Histoire

### La constitution du réseau
En 1855, est lancée l'idée d'un « chemin de fer sardo-corse » reliant Bastia à Bonifacio, en vue de faciliter les relations entre la France et l'Algérie. Il aurait comporté des antennes d'Aléria vers Corte et de Porto-Vecchio vers Sartène et Ajaccio. En 1864, la priorité fut donnée à une liaison Bastia - Ajaccio. Après des études comparant plusieurs tracés, dont un par Aléria, et plusieurs demandes de concession non satisfaites, les sections d'Ajaccio à Mezzana et de Bastia à Corte par Ponte-Leccia sont déclarées d'utilité publique le 15 juin 1878 ; Corte - Mezzana par Vizzavona ne le sera que le 27 décembre 1879, le franchissement du col de Vizzavona par un rail central « système Fell » étant abandonné en faveur du percement d'un tunnel. L'État décide de prendre en main directement la construction de cette première ligne, estimant le projet pas assez rentable pour intéresser le capital privé. La loi du 17 juillet 1879, mettant en application le « plan Freycinet », classe dans le réseau d'intérêt général les lignes d'Ajaccio à Propriano (66 km), de Ponte-Leccia à Calvi (72 km) et de Casamozza à Bonifacio (150 km). En pleine phase de travaux, le 21 février 1883, une convention est signée entre le ministère et la Compagnie de chemins de fer départementaux (CFD) pour l'exploitation de la ligne en chantier et la construction des autres lignes prévues. Cette convention est approuvée par une loi le 19 décembre suivant.
Les travaux commencent en 1879 depuis Bastia et Ajaccio, mais les premières sections Bastia - Corte et Casamozza - Tallone (sur la côte orientale) ne sont ouvertes à l'exploitation que le 1er février 1888. Il y a donc déjà trois lignes différentes, mais l'une des trois reste isolée du reste du réseau pendant les six premières années.
Début 1886, les travaux sont entamés sur la ligne de la côte orientale et celle de la Balagne, sous la direction des CFD. La ligne de la côte orientale est ouverte jusqu'à Ghisonaccia le 17 juin 1888. La ligne de la Balagne, au profil plus difficile, est ouverte le 10 janvier 1889 jusqu'à Palasca et le 15 novembre 1890 jusqu'à son terminus, Calvi.

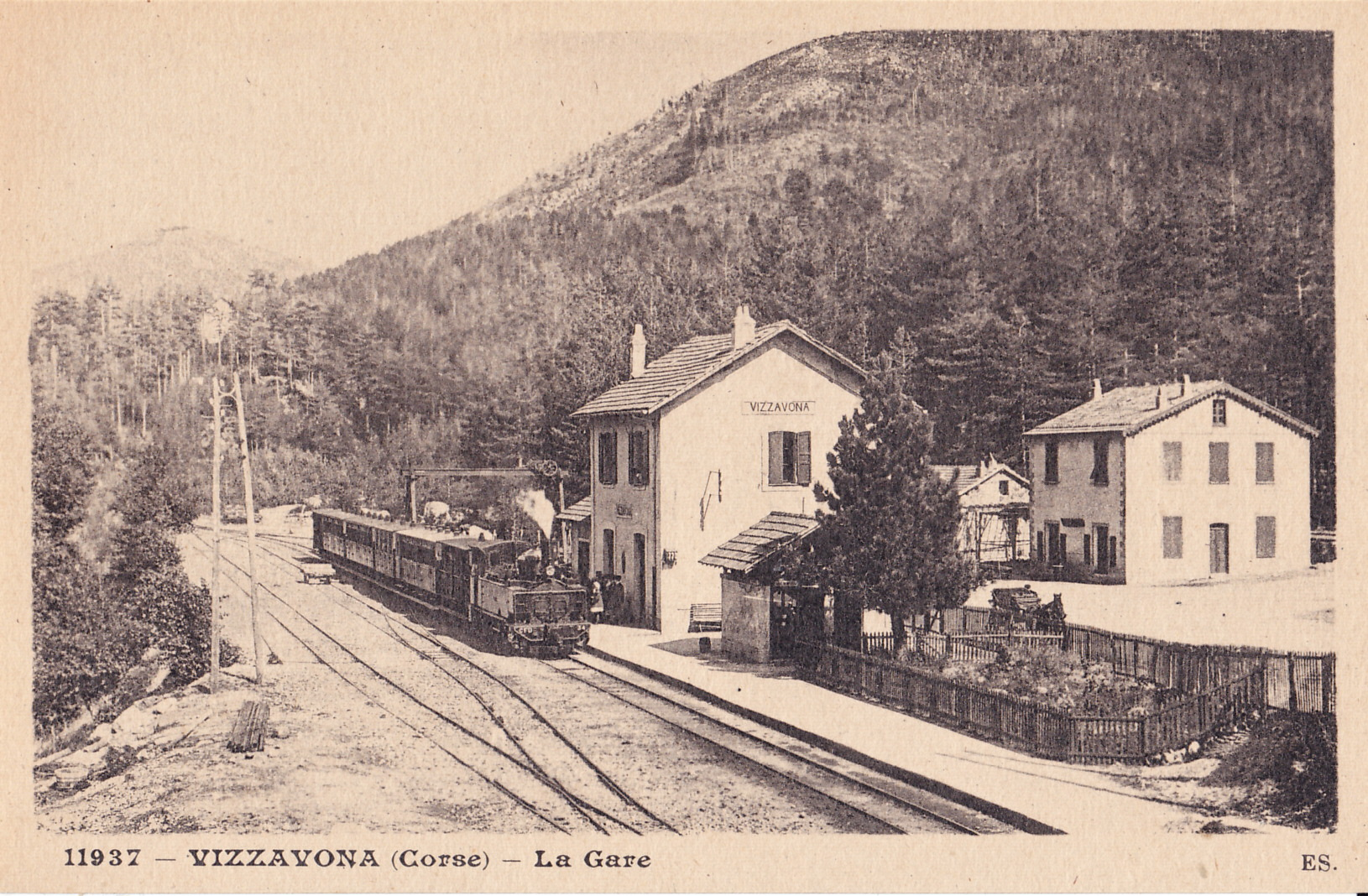
La gare de Vizzavona, au début du XXe siècle.

Sur la ligne centrale, la gare de Vizzavona est desservie par les trains depuis Ajaccio le 14 juillet 1889. Le tronçon suivant de Vizzavona à Vivario est mis en service le 9 octobre 1892, grâce au percement du tunnel de faîte de Vizzavona long de 3 916 m. Or, la construction du principal viaduc qu'est le pont du Vecchio, confiée à la société de Gustave Eiffel, ne commence que fin 1890. Il est livré fin 1892, avant même la fin des travaux de terrassement sur la dernière section de la ligne de Vivario à Corte. Le 9 octobre 1892, n'est donc ouverte que la section de Vizzavona à Vivario, parcourable depuis Ajaccio. Enfin, le 3 décembre 1894, la ligne Bastia - Ajaccio est ouverte à la circulation dans son intégralité, avec l'achèvement du chaînon manquant de Gare de Vivario à Corte (22 km). Le réseau a désormais une extension totale de 297 km.
La CFD ne montre aucun empressement à poursuivre la construction de la ligne de la côte orientale, censée être déficitaire dès le départ. Sa nouvelle concession du 1er décembre 1911 oblige toutefois la CFD à entreprendre cette construction, en raison des conditions financières favorables à elle concédées précisément dans cette optique. Quelques chantiers sont bien lancés avant la Première Guerre mondiale, mais se trouvent rapidement interrompus pour cause de financement. Dans les années 1920, les travaux sont entrepris sans y mettre des grands moyens. Le service commercial sur le prolongement de Solenzara peut enfin être inauguré le 15 septembre 1930, et les trains desservent Porto-Vecchio à partir du 21 septembre 1935.
C'est l'apogée du réseau qui atteint son extension maximale à 360 km. La ligne n'atteindra jamais Bonifacio pour cause de difficultés techniques. La ligne d'Ajaccio à Propriano ne sera jamais construite non plus pour les mêmes causes. De surcroît, après de lourds dégâts subis par la ligne de la côte orientale pendant les derniers mois de la Seconde Guerre mondiale en Corse, celle-ci ferme à tout trafic le 8 septembre 1943 au-delà de Folelli-Orezza, et les 10 km restants sont abandonnés dix ans après. Depuis le 1er juillet 1953, le réseau présente donc son extension actuelle de 232 km,,,,.

### Les exploitants
La ligne de Bastia à Ajaccio est construite sous la direction de l'État et plus particulièrement son administration des Ponts et Chaussées. Peu de temps après le début des travaux, les Ponts et Chaussées cherchent une entreprise pour exploiter cette première ligne et construire des lignes affluentes, qu'elle exploitera également par la suite. Le régime juridique retenu est celui de l'affermage en régie intéressée. C'est-à-dire que l'exploitant ne détient pas la concession et que l'État conserve un droit de regard sur la gestion de l'affaire. L'État prend en charge l'ensemble des dépenses et encaisse l'ensemble des recettes, la rémunération de l'exploitant se faisant par une rémunération par train-km à laquelle peut s'ajouter une prime pour récompenser des économies réalisées. C'est la Compagnie de chemins de fer départementaux constituée le 4 août 1881 qui accepte d'exploiter le réseau corse sous ces conditions. La convention de concession est signée le 21 février 1883. Cette convention est approuvée par une loi le 19 décembre suivant. La forme de rémunération de la CFD s'avère rapidement désavantageuse pour la qualité du service public, car elle n'encourage pas la compagnie à prendre des risques commerciaux en étoffant l'horaire ou en réduisant les temps de parcours. De ce fait la CFD est la cible de critiques à répétition et d'aucuns souhaitent que l'État exploite le réseau directement ou change au moins d'exploitant. L'État reste indifférent à ces revendications et une nouvelle concession est accordée à la CFD par une convention signée entre le ministre des Travaux publics et la compagnie le 8 novembre 1909. Elle est plus incitative pour l'exploitant et contient l'obligation de construire la ligne de Bonifacio. Cette convention est complétée par des avenants les 8 décembre 1910 et 4 juillet 1911. La convention et ses avenants sont approuvés par une loi le 1er décembre 1911. Cette même loi déclare d'utilité publique la ligne de Ghisonaccia à Bonifacio. Les élus locaux, hostiles à une concession en faveur de la CFD, l'acceptent toutefois moyennant la promesse de cette nouvelle ligne.
L'échéance de la concession CFD tombe dans la période de la Seconde Guerre mondiale. Le réseau est alors affermé par l'État pour cinq ans en 1941 par une convention signée le 1er décembre 1941 entre le secrétaire d'État aux Communication et la compagnie. Cette convention est approuvée par une loi le 26 février 1942. Or, dès la Libération de la Corse au soir du 4 octobre 1943, le commandement militaire écarte la direction de la CFD et s'y substitue provisoirement. Après la fin définitive de la Seconde Guerre mondiale, les Ponts et Chaussées se chargent provisoirement de l'exploitation du réseau à partir du 1er juillet 1945. Or la CFD n'est pas disposée à assumer de nouveau la responsabilité du réseau ferroviaire corse, qui avec la ligne de la côte orientale a perdu sa ligne la plus rentable. La gestion toujours « provisoire » des Ponts et Chaussées est enfin confirmée par décret du 6 février 1948. Elle est plutôt heureuse car commençant par le renouvellement partiel du matériel roulant, mais le déficit s'installe, avec des coûts d'exploitation deux fois plus élevés que les recettes. L'État envisage la fermeture du réseau puis y renonce en raison de la résistance de la population (voir plus loin). Après des enquêtes et consultations sur place, l'inspecteur général à la direction des transports terrestres José Artaud-Macari estime qu'une société privée sera plus à même d'assurer une exploitation économique et efficace. La « Société Auxiliaire des Chemins de Fer Secondaires » (SACFS) est choisie, sans appel d'offres paraît-il. Il s'agit d'une petite entreprise qui avait géré le réseau des chemins de fer départementaux du Tarn (CFDT) avec beaucoup de dynamisme, sous la direction de son directeur M. Plass. Les CFDT venaient toutefois de fermer, le département refusant de payer la modernisation de ce réseau au détriment des investissements routiers. La concession du réseau corse est accordée à la SACFS par décret du 29 mai 1965 et occupe dix pages dans le journal officiel du 10 juin, comprenant un cahier des charges détaillé. La durée de la concession est 14 ans et 7 mois, soit jusqu'au 31 décembre 1979.
La SACFS est rémunérée par une subvention annuelle forfaitaire. Elle doit accepter de nombreux engagements : renouvellement de la voie, apport de matériel roulant, achat d'un locotracteur neuf, construction de lignes vers les aéroports de Bastia et Ajaccio, reconstruction de l'embranchement portuaire d'Ajaccio, création de trains directs, création de trains-tramways de la Balagne. Autrement dit une charge de gestion énorme. En outre, le licenciement de vingt agents sur les deux cent cinquante que compte le réseau est ordonné par le décret [pourquoi ?] [réf. nécessaire]. La gestion de la SACFS est prometteuse au début, car elle semble respecter le cahier des charges. Toutefois, les investissements dans l'infrastructure n'ont pas lieu, et les embranchements vers les aéroports ne sont pas construits. Le nouveau souffle que donnent les autorails re-carrossés Billard-Carde à l'exploitation voyageurs n'est que très limité dans le temps, car des parties mécaniques de ces autorails sont anciennes et usées, si bien que des incidents et pannes d'exploitation se multiplient. En 1971, les dysfonctionnements deviennent apparents et une enquête du ministère des transports révèle un déficit larvé de plusieurs millions de francs, sous la forme de retard de paiements face aux fournisseurs, aux organismes sociaux et même au personnel. De ce fait, le réseau est mis sous séquestre, et la gestion est confiée de façon intérimaire à la CFTA le 1er février 1972.
Au début de sa gestion, la CFTA instaure un service de banlieue cadencé sur la section de ligne de 10 km entre Bastia et Biguglia en date du 6 janvier 1973. Elle lance dès 1974 un chantier de renouvellement de la voie sur 100 km de ligne, en utilisant des rails de réemploi de 39 kg/m. Ces travaux s'échelonnent sur une dizaine d'années. Entre 1982 et début 1984, le tracé de la voie est rectifié sur une longueur de 3,5 km dans le secteur de Biguglia, avec suppression de deux passages à niveau très fréquentés et la construction d'une nouvelle gare à Biguglia. Les autorails Renault ABH8 sont rénovés, et de nouveaux autorails sont commandés. Ce n'est que le 17 janvier 1977 qu'une concession est officiellement attribuée à la CFTA par un décret. Elle court jusqu'au 31 décembre 1981 et couvre donc une période d'un peu moins de cinq ans. La rémunération de la CFTA se fait également par une subvention annuelle, dont 10 % doivent pour la première fois être assurés par la Région (l’Établissement public régional (EPR), la CTC n'existant pas encore). Le directeur des CFTA est alors un ancien directeur de la SNCF, ce qui explique l'application de la livrée Arzens aux autorails Renault. En somme, la gestion de la CFTA se déroule sans problème. C'est le changement de gouvernement de 1981 et la nomination de Charles Fiterman comme ministre des Transports qui entraîne la décision de reconduire la concession CFTA d'un an seulement et de confier le réseau à la SNCF à compter du 1er janvier 1983 ; décision motivée essentiellement par les revendications des syndicalistes corses. Or la SNCF n'est pas du tout préparée à ce nouveau rôle et ne montre aucun intérêt pour la gestion des lignes secondaires. N'ayant été prévenue que le 29 décembre, elle n'intervient directement qu'à compter du 1er juillet 1984. Toutefois, le pari se révèle une réussite, principalement pour trois raisons : l'autonomie accordée à la direction locale de la SNCF, la motivation du personnel et un engagement financier régional sans commune mesure avec ce qui avait précédé,,,.
La dernière convention d'exploitation avec la SNCF arrive à échéance le 31 décembre 2010, mais est deux fois prolongée jusqu'au 31 décembre 2011. La CTC n'ayant pu trouver une entreprise intéressée par une exploitation sous le régime de la délégation de service public (tel que pratiqué dans les transports urbains et interurbains) dans les conditions qu'elle a fixées, une société d'économie mixte est constituée fin 2011. Cette SEM reprend officiellement l'exploitation à compter du 1er janvier 2012. Son capital est très faible, à savoir 1 200 000 €, et est détenu majoritairement par la CTC et SNCF Participations, qui apportent respectivement 55 % et 15 %. Quatre collectivités territoriales et deux chambres de commerce signent chacun 5 % des actions. Bien que la forme juridique de la SEM le permette, aucune entreprise privée n'est donc représentée parmi les actionnaires. Début avril 2012, la nouvelle SEM, créée hâtivement, n'avait toujours pas de présence Internet et ne communiquait les horaires et tarifs des trains que par affichage sur place dans les gares et l'édition d'un livret. La CTC a depuis repris les choses en main, avec une première communication en septembre 2012 concernant les horaires des trains, suivis par la création d'un site internet qui a pris le relais.

### La Corse et la politique ferroviaire
Aucun effort pour la reconstruction de la ligne de la côte orientale corse n'est fait après-guerre ; au contraire, le tronçon restant en service, les 10 km de la gare de Casamozza à Folelli-Orezza, sont fermés à tout trafic au 1er juillet 1953. Ce n'est apparemment pas une décision isolée, car exactement deux ans plus tard, le ministre des transports Édouard Corniglion-Molinier veut fermer la ligne de Ponte-Leccia à Calvi. Une menace de grève administrative et les protestations de l'opinion publique en dissuadent le gouvernement, qui reporte puis annule la fermeture. Ce changement d'avis de la part du gouvernement n'est que de façade. Il modifie sa stratégie et veut venir à bout des chemins de fer Corses en n'inscrivant aucun budget pour les chemins de fer de la Corse dans la loi de finances du budget de 1960. Le ministre Robert Buron déclare qu’« un autocar et cinq camions doivent suffire pour assurer le trafic de l'île ». Par maladresse, le gouvernement n'inscrit aucun budget pour le réseau routier corse non plus et se créé alors le Mouvement du 29 novembre. De ce fait, tous les Corses se sentent concernés et organisent de nombreux défilés et manifestations en novembre 1960, dont l'on retiendra notamment la « journée île morte » le 11 janvier 1960. C'est cet engagement qui sauve le réseau corse, témoignant de l'attachement des corses pour leur chemin de fer même s'ils l'utilisent peu.
Un peu plus de dix ans plus tard, les habitants manifestent une autre fois quand le réseau est mis sous séquestre, exprimant ainsi leur inquiétude que cette mesure aboutisse à la fermeture. Dans ce contexte, le gouvernement choisit la CFTA comme nouvel exploitant, décision confirmée lors d'une réunion interministérielle le 15 novembre 1971. De nouveau, l'hypothèse de la fermeture de la ligne de la Balagne est examinée. Le 11 janvier 1972, six mille personnes défilent devant la sous-préfecture de Bastia, cinq mille citoyens manifestent à Ajaccio, et l'ensemble de la population de Calvi descend dans la rue. Face à ces protestations, le gouvernement se dépêche d'affirmer la conservation du réseau dans son intégralité, le 1er février 1972, et garantit pour la première fois sa modernisation. Il est impossible de dire ce qui se serait passé sans cette manifestation de l'opinion publique,.
Avec l'arrivée de la gauche au pouvoir en mai 1981, Charles Fiterman ministre d'État communiste chargé des Transports en 1983, demande à la SNCF de reprendre les CFC, pour leur redonner un second souffle et les sauver d'une faillite technique et financière. Matériel vieux et obsolète, et un déficit profond. La voie ferrée subit un entretien minimum, la vitesse des rames est volontairement réduite de ce fait.
Au début des années 1990, le renouvellement du parc d'autorails se poursuit avec enfin l'arrivée des cinq X 97050 Soulé. Il serait toutefois erroné d'en conclure que les élus corses souhaitent faire jouer au chemin de fer un rôle plus important que dans le passé. En 1993, la Collectivité territoriale de Corse (CTC) prévoit d'investir 220 millions de francs dans les routes nationales sur cinq ans, notamment sur les axes Bastia - Corte - Ajaccio et Bastia - Bonifacio. Pour la même période, le budget prévu pour le chemin de fer n'est que 55 millions de francs, dont la moitié est affectée à l'acquisition de deux X 97050 supplémentaires. La CTC souhaite développer le trafic, mais voit un potentiel de développement dans le tourisme uniquement.
À la fin de la décennie 90, le point de vue de la CTC et des élus corses change. Le SRT montre un risque de congestion des agglomérations de Bastia et Ajaccio, et préconise une politique en faveur de la réduction de la dépendance de la voiture. Un vaste programme de rénovation du réseau ferroviaire est inscrit dans le contrat de projets État-région 2000-2006, portant sur le renouvellement en profondeur de l'infrastructure et l'acquisition de douze nouvelles rames, pour un montant total de 180 M€ (voir plus loin). Le programme de rénovation répond à quatre principaux objectifs : améliorer le confort des voyageurs, diminuer les temps de parcours, doubler l'offre de transport jusqu'en 2010, garantir la sécurité des circulations. Une fois ce programme mis en œuvre, la CTC envisage d'aller plus loin et de rétablir la ligne Gare de Casamozza - Folelli-Orezza (10 km) dans la prolongation de la desserte périurbaine Bastia - Casamozza. Une reconstruction complète de la ligne de la côte orientale n'est pas exclue non plus, mais ne fait l'objet d'aucun projet concret. Il est également prévu de mieux intégrer les lignes routières régionales dans la desserte ferroviaire en créant des pôles d'échanges multimodaux à Ajaccio, Bastia et Corte.
La dernière convention d'exploitation avec la SNCF arrive à son échéance le 31 décembre 2010. Au préalable, la CTC lance un appel à candidatures pour trouver un nouvel exploitant, tout en optant pour le régime de la délégation de service public. Le cahier des charges exige de l'exploitant qu'il assume à lui seul le risque financier, le risque ferroviaire et le risque social, de sorte que la CTC puisse se déresponsabiliser entièrement pendant la période du nouveau contrat. Dans ces conditions, la SNCF est la seule entreprise à déposer une offre, proposant l'exploitation des chemins de fer corses moyennant une rétribution de 48 000 000 € par an. Ce montant reflète la forte attente de l'autorité organisatrice, et est pourtant jugé comme exorbitant par la CTC, qui décide spontanément de chercher une autre voie pour exploiter le réseau. Or l'échéance approche sans que le stade des discussions soit dépassé, et un avenant de prolongation jusqu'au 31 août 2012 est négocié avec la SNCF. Ce délai supplémentaire, somme tout assez bref pour monter une nouvelle structure, n'est pour autant pas mis à profit pour les préparatifs concrets.
En attendant, la SNCF continue d'assumer sa mission. Ce n'est que le 27 octobre 2011 que l'assemblée territoriale vote la forme juridique de la future société d'exploitation, avec trente-cinq voix contre quinze : ce sera une société d'économie mixte (SEM), à l'instar d'Air Corsica, et non un établissement public à caractère industriel et commercial (EPIC) comme la SNCF . Réunissant un capital social de 1 200 000 €, les actions de la SEM seront réparties comme suit : CTC 55 %, SNCF Participations 15 %, puis 5 % pour les deux départements, les deux chambres de commerce et d'industrie et les deux communautés d'agglomération du pays d'Ajaccio et de Bastia. La première assemblée des actionnaires a lieu le 8 décembre 2011 à l'hôtel de la CTC et vote le projet de statuts. Pendant la première séance du conseil d'administration, Michel Stefani est élu président de la nouvelle SEM. Dix-huit administrateurs sont désignés, représentant proportionnellement les différents actionnaires, sauf la CTC, qui n'envoie que neuf au lieu de onze administrateurs [pourquoi ?]. La SEM devient officiellement opérative en date du 1er janvier 2012, mais le PDG reste encore à désigner. Au cours du premier trimestre 2012, la CTC n'a plus communiqué sur le dossier. Le 27 juillet 2012, la CTC a finalement lancé ses investissements via un programme pluriannuel qui court jusqu'en 2022.

### L'évolution de l'exploitation

#### Le service de voyageurs

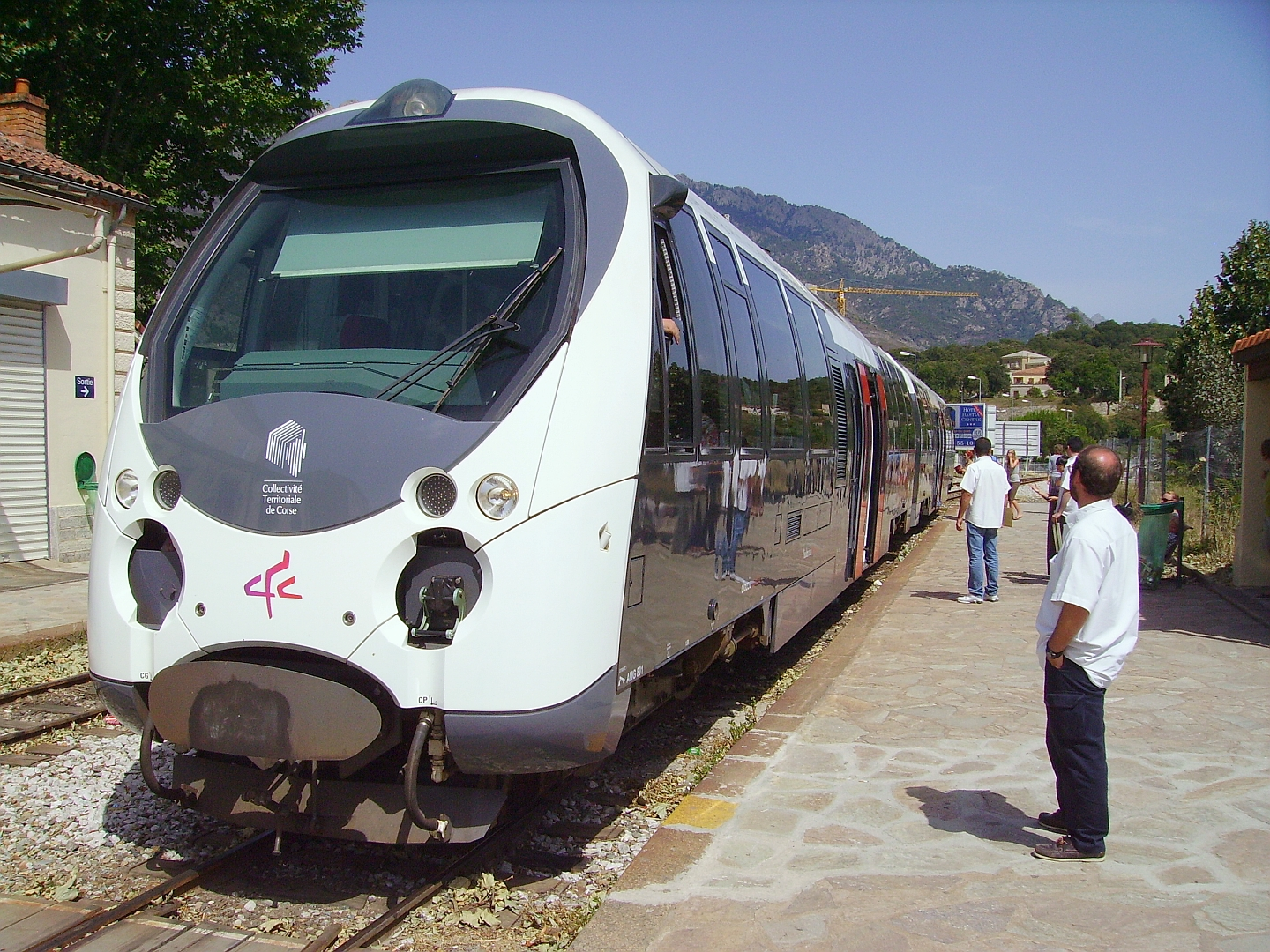
Gare de Corte, le train 23 assuré par une rame AMG 800 en provenance de Bastia attend le départ pour Ajaccio, le 22 juillet 2009.

Jusqu'en 1913, les horaires comportent invariablement deux aller-retours Bastia - Ajaccio, Bastia - Ghisonaccia et Ponte-Leccia - Calvi, ainsi qu'un aller-retour supplémentaire entre Corte et Bastia et entre Corte et Ajaccio. Tous les trains sont omnibus et comportent les trois classes. Des arrêts prolongés dans les gares importantes peuvent faire durer un trajet Ajaccio - Bastia jusqu'à huit heures. Le 1er janvier 1913, comme conséquence des termes de la nouvelle concession CFD, un quatrième aller-retour Bastia - Ajaccio est instauré sous la forme de trains directs, dont le principe est une composition légère avec peu de voitures, un nombre d'arrêts intermédiaires réduit à dix, et une réservation aux voyageurs payant le plein tarif et parcourant au moins 40 km. Toutefois, la vitesse commerciale pour ces trains directs n'est que de 26,3 km/h jusqu'au début des années 1930, quand un effort pour l'accélération du service est fait sur la ligne principale, sans que les moyens techniques évoluent. Seulement les trains de section origine / destination Corte desservent encore tous les arrêts. Des « trains-paquebots » bihebdomadaires sont introduits en 1933 ; ils n'effectuent que huit arrêts intermédiaires et atteignent une vitesse commerciale de 29,5 km/h. On notera en même temps l'immuabilité des temps de parcours sur la ligne de Calvi, et les trains sont toujours origine / destination Ponte-Leccia,.
Les autorails sont introduits à partir de 1936. Le premier modèle des Établissements Billard - A 210 D ne propose que la 1re et 2e classe et exclut donc la clientèle plus modeste de la 3e classe, en raison du nombre de places limité. Les autorails effectuent un des deux aller-retours sur Porto-Vecchio et deux sur les trois aller-retours sur la ligne principale. Apparaissent alors les arrêts sur demande dans les petites stations. Les omnibus vapeur sur la même ligne connaissent une accélération remarquable, mais il s'agit de toute évidence d'un essai non concluant, car l'horaire d'été 1938 voit un retour aux temps de parcours de 1933. Ce n'est qu'en 1939 que le service des autorails débute sur la ligne de Calvi, avec le second modèle Billard - A 150 D à classe unique. Deux aller-retours par autorail Bastia - Calvi sont désormais proposés, s'ajoutant à un omnibus vapeur Calvi Ponte-Leccia et retour. Sur la ligne de Porto-Vecchio, terminée depuis quatre ans seulement, un troisième aller-retour est ajouté à l'horaire, mais il est origine / destination Prunelli-Pietrapola (entre Ghisonaccia et Solenzara).
Pendant la Seconde Guerre mondiale, le service est restreint et les trains à vapeur redeviennent majoritaires. L'unique aller-retour continu sur la ligne principale est un train direct à vapeur. La direction locale des CFD est coupée de son siège parisien mais parvient à maintenir le service en dépit des restrictions. Les problèmes s'aggravent avec l'occupation à partir de novembre 1942 et durent près d'un an, jusqu'au soir du 4 octobre 1943. Après-guerre, la pénurie et l'indisponibilité d'une bonne partie du matériel ne permettent pas encore d'assurer un service correct. La ligne principale est desservie dans chaque sens par un omnibus quotidien, un train paquebot direct trois fois par semaine, un train marchandises-voyageurs Corte - Ajaccio et un autorail Corte - Bastia. La ligne de la Balagne est desservie par un autorail quotidien et un train marchandises-voyageurs bi-hebdomadaire. Sur Bastia - Folelli, deux aller-retours quotidiens sont assurés par autorail.
Sous l'administration des Ponts-et-Chaussées, les trains à vapeur sont supprimés vers 1950, de même que la 1re classe dans les autorails. Les A 210 D deviennent entièrement 2e classe, et les A 150 D et ABH8 sont 3e classe. Le parc autorail est devenu pléthorique avec dix-sept unités, mais le service n'est que lentement ramené vers un niveau normal. Pendant l'hiver 1952-1953, cinq autorails suffisent en effet pour assurer la totalité des trains : un omnibus et un direct sur la ligne centrale, un Calvi - Bastia et retour avec un Venaco - Ponte-Leccia et retour en correspondance, un Bastia - Folelli-Orezza et retour, et un Folelli-Orezza - Casamozza et retour. Un peu plus tard, il y a pour la première fois quatre aller-retours continus sur la ligne principale, sans que le nombre de trains dépasse le niveau d'avant-guerre : il n'y a plus de trains origine / destination Corte. La ligne de la Balagne revient à ses deux aller-retours de 1938 et avant. Cette trame de desserte reste en place jusqu'en 1997, quand la demande et le nombre d'autorails disponibles permettent de réinstaurer un aller-retour supplémentaire entre Corte et Bastia.
Cependant, la SACFS renouvelle déjà la desserte en 1965 en instaurant les trains-tramways de la Balagne, une desserte estivale renforcée entre Calvi et L'Île-Rousse, et pour la première fois deux autorails rapides Bastia - Ajaccio et retour. Ils effectuent le trajet en 2 h 55, valeur jamais atteint ni avant ni après, grâce à l'emploi d'autorails A 80 D recarrossés circulant sans remorque, avec une capacité de seulement trente-deux places assises. Les départs ont lieu de Bastia et Ajaccio à 7 h 00 et 17 h 00 (sauf dimanches et fêtes), avec croisement à Venaco sans arrêt commercial, et des arrêts commerciaux sont seulement effectués à Corte, Ponte-Leccia et Casamozza, avec interdiction de desserte entre Casamozza et Bastia et vice-versa. Ce service est supprimé avec la mise sous séquestre du réseau en 1971, car étant discutable sur le plan de la sécurité. Puis il revient en automne 1973 avec un train par sens en matinée, au temps de parcours porté à 3 h 12. L'aller-retour partiel Corté - Ajaccio est supprimé par manque de matériel, et le quatrième aller-retour sur la ligne centrale ne circule plus en hiver. Par contre, deux des quatre aller-retours sur la ligne principale sont désormais directs hors saison estivale. En outre, selon un projet déjà préparé par la SACFS, la CFTA introduit en 1973 un service de banlieue Bastia - Biguglia, ultérieurement complété par des trains supplémentaires jusqu'à Casamozza. La 1re classe est supprimée à la fin des années 1970.
Pendant les années 1990, les 90 % des touristes venant en Corse arrivent sans leur voiture, et de ce fait, les touristes représentent environ 60 % des usagers du train en Corse. Le trafic de voyageurs se concentre sur les mois de mai à septembre et à plus forte raison sur les trois mois de juin à août, quand environ 40 % des voyageurs annuels sont transportés. Les disparités entre les mois d'hiver et d'été sont donc énormes, avec un rapport d'un à onze du nombre de voyageurs transportés par mois (par exemple, 14 000 en janvier et 152 000 en août 1993). Selon les différentes années, la fréquentation de la ligne Ponte-Leccia - Calvi et des trains-tramways de la Balagne subit des fluctuations marquées, sans montrer des tendances se confirmant sur le long terme. La ligne centrale voit par contre une progression quasiment constante, avec des périodes de baisse intermittentes dépassant rarement une année, mais une quasi-stagnation pendant les années 1980. L'augmentation globale de 1975 à 2000 est de 65 % environ sur cette relation. Le service suburbain de Bastia subit une chute spectaculaire en 1983, de 65 % environ pour la période 1983-1989, en raison de la mise en service d'un tunnel routier pour améliorer la sortie de Bastia en réduisant les bouchons. Depuis, ce service est en progression constante, sans pour autant atteindre son niveau record de 200 000 voyageurs transportés en 1978. Sur le plan régional, une fréquentation record est atteinte avec 661 000 voyageurs en 1992, puis la Corse est atteinte d'une crise du tourisme. En 1997, seulement 594 994 voyageurs sont transportés. Dans la période 1996-2001, le trafic progresse partout, et plus concrètement de 38 % sur le train-tramway de la Balagne ; de 33 % sur la ligne Bastia - Ajaccio ; de 27 % sur les trains suburbains de Bastia ; et de 17 % sur la ligne Ponte-Leccia - Calvi. Cette dernière n'atteint toutefois que 29 000 voyageurs en 1998, quand la marque des 700 000 est franchie pour l'ensemble du réseau. Ce chiffre se répartit comme suit sur les différentes relations : 41 % train-tramway de la Balagne ; 38 % ligne Bastia - Ajaccio (sans desserte suburbaine de Bastia) ; 17 % desserte suburbaine de Bastia ; 4 % ligne Ponte-Leccia - Calvi (sans trains-tramways de la Balagne). La distance moyenne de transport est de 40 km environ,,,. La fréquentation progresse fortement au cours des années 2010. Elle s'établit ainsi à 828 240 voyageurs en 2013 et atteint 1 170 000 voyageurs en 2017.
| Période         | Bastia - Ajaccio         | Bastia - Corte           | Corte - Ajaccio          | Bastia - Calvi | Ponte-Leccia - Calvi | Bastia - Ghisonaccia    | Bastia - Porto-Vecchio  |
| --------------- | ------------------------ | ------------------------ | ------------------------ | -------------- | -------------------- | ----------------------- | ----------------------- |
| Été 1914        | 7 h 15 omn. 6 h 00 dir.  | 3 h 06 omn. 2 h 23 dir.  | 3 h 57 omn. 3 h 25 dir.  | 5 h 08         | 3 h 00               | 3 h 39                  | –                       |
| Août 1917       | 8 h 00 omn.              | 3 h 04 omn.              | 4 h 18 omn.              | 5 h 15         | 3 h 00               | 3 h 32                  | –                       |
| Été 1929        | 7 h 55 omn. 6 h 00 dir.  | 3 h 08 omn. 2 h 23 dir.  | 4 h 05 omn. 3 h 24 dir.  | 4 h 20         | 2 h 58               | 3 h 35                  | –                       |
| Été 1933        | 7 h 05 omn. 5 h 21 dir.  | 3 h 08 omn. 2 h 21 dir.  | 3 h 55 omn. 2 h 56 dir.  | 4 h 03         | 2 h 52               | 3 h 00                  | –                       |
| Mai 1938        | 6 h 20 omn. 3 h 50 adir. | 2 h 39 omn. 1 h 39 adir. | 3 h 25 omn. 2 h 08 adir. | 4 h 20         | 2 h 50               | 2 h 36 omn. 2 h 00 aut. | 4 h 42 omn. 3 h 32 aut. |
| Été 1939        | 7 h 06 omn. 3 h 45 adir. | 2 h 56 omn. 1 h 38 adir. | 3 h 15 omn. 2 h 07 adir. | 3 h 05 aut.    | 2 h 01 aut.          | 2 h 45 omn. 2 h 00 aut. | 4 h 56 omn. 3 h 35 aut. |
| Hiver 1941      | 5 h 15 dir.              | 3 h 40 omn. 1 h 45 adir. | 3 h 10 omn. 2 h 53 dir.  | 3 h 22 aut.    | 2 h 12 aut.          | 4 h 35 omn. 2 h 20 aut. | 8 h 15 omn.             |
| Hiver 1952      | 5 h 10 omn. 4 h 05 adir. | 2 h 19 omn. 1 h 43 adir. | 2 h 56 omn. 2 h 18 dir.  | 3 h 20         | 2 h 02               | –                       | –                       |
| Été 1957        | 4 h 15                   | 1 h 54                   | 2 h 18                   | 3 h 15         | 2 h 08               | –                       | –                       |
| Hiver 1966-1967 | 3 h 53 omn. 2 h 55 rap.  | 1 h 41 omn. 1 h 18 rap.  | 2 h 04 omn. 1 h 34 rap.  | 2 h 58         | 1 h 49               | –                       | –                       |
| Été 1998        | 3 h 35                   | 1 h 27                   | 1 h 50                   | 3 h 05         | 1 h 50               | –                       | –                       |

#### Le trafic de marchandises

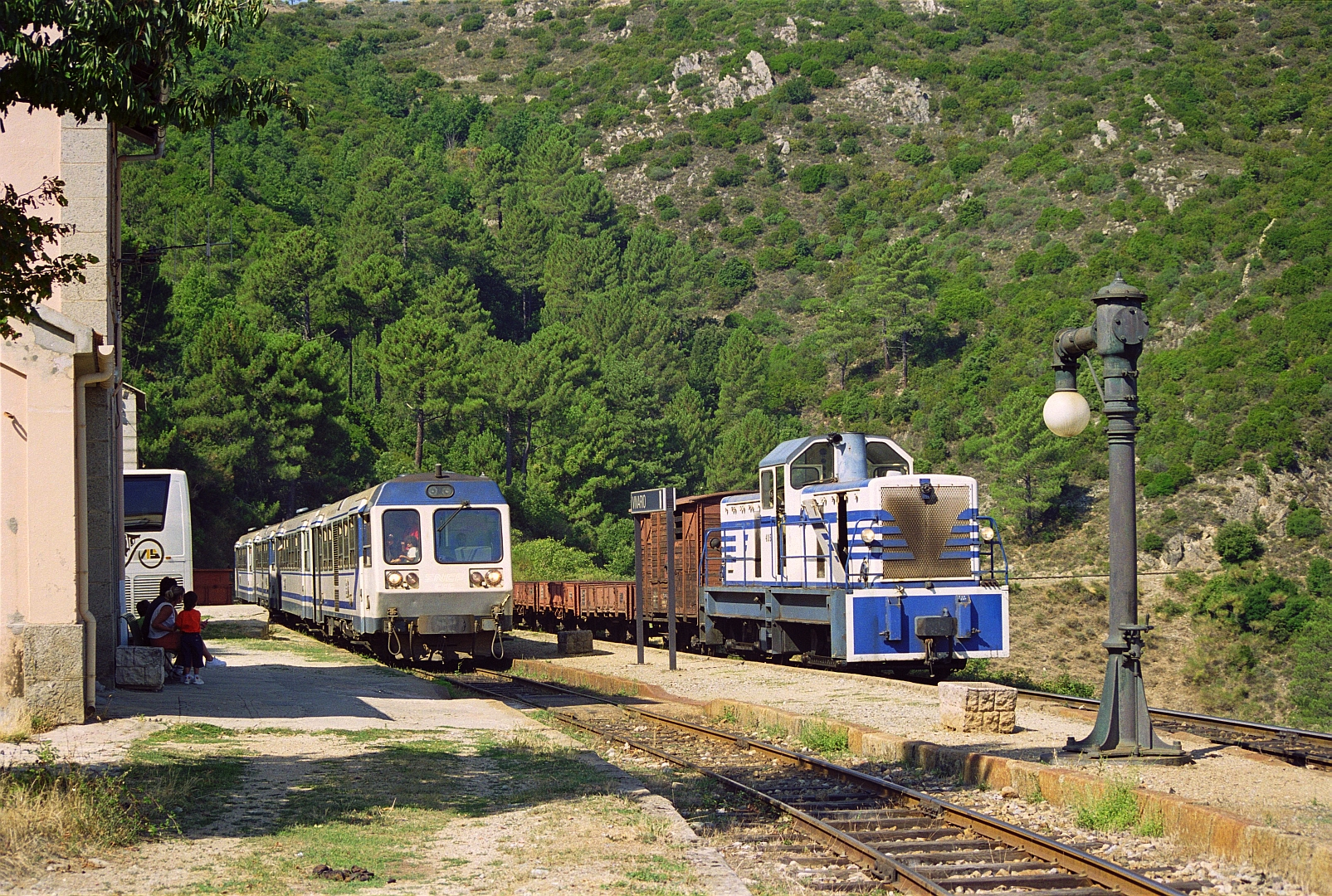
La BB 405 à l'arrêt sur la voie d'évitement à droite tractant un train de marchandises, laisse passer une rame Soulé X 97050 jumelée en gare de Vivario en partance pour Bastia.

Le trafic de marchandises était important avant de subir la concurrence du transport routier. 539 wagons de marchandises furent livrés entre 1888 et 1930. Le nombre de trains de marchandises ayant quotidiennement circulé à l'époque de la vapeur n'est pas connu. L'impressionnant parc de wagons ne doit pas non plus faire oublier que la charge utile par wagon était limité à 10 t, soit huit fois moins que les wagons à voie normale les plus capacitaires. En 1895, première année complète d'exploitation du réseau de base, 32 254 t de marchandises sont transportées, et jusqu'en 1907, le volume transporté annuellement connaît une augmentation de 374 % en atteignant 120 337 t. Le maximum transporté en période de paix est enregistré en 1938 avec 4 660 000 tonnes-km, dont les 64 % incombent à la ligne de la côte orientale. Après la disparition de la traction à vapeur en 1954, le trafic de marchandises repose, dans un premier temps, sur seulement l'emploi de deux locomotives diesel (no 401 et 402), et il n'y a pas d'engins de manœuvre. Quelques mois plus tard, en février 1955, un troisième locotracteur est mis en service (le no 114). À titre d'exemple, les Chemins de fer de Provence, dont la ligne est d'un tiers plus court que le réseau corse après la fermeture de la ligne de la côte occidentale, ont quatre locomotives de ligne à cette époque. Étant donné qu'au moins une locomotive doit assurer la réserve, les chemins de fer de la Corse ne peuvent assurer qu'un aller-retour marchandises par jour et par ligne au maximum.
Quoi qu'il en soit, le trafic des marchandises assure encore 36 % des recettes en 1964. La SACFS estime donc utile de faire venir des locotracteurs de manœuvre dans la deuxième moitié des années 1960, mais cette mesure est souvent qualifiée d'inutile, d'autant plus que le volume transporté s'effondre de 12 925 t à 4 713 t sous sa gestion. Sur la ligne de la Balagne, le train de marchandises ne circule plus que deux fois par semaine à partir des années 1970, et il est supprimé en 1986. Sur la ligne principale, le train de marchandises est alors tri-hebdomadaire puis devient bi-hebdomadaire dans la seconde moitié des années 1990. Soixante wagons restent en état de service à ce moment-là, et aucun matériel moderne n'a été acquis. Le tonnage transporté annuellement est extrêmement faible et varie entre 2 000 t et 4 000 t selon les années. La part des petits colis ou messageries est de 500 t environ. La distance de transport moyenne est de 146 km en 1997, ce qui permet de dire que les wagons ne sont quasiment chargés et réceptionnés qu'à Bastia et Ajaccio. Les principaux chargements sont des automobiles d'occasion et du verre. Seul le transport de petits colis est satisfaisant. Le trafic de marchandises dégage toutefois des recettes de 1 500 000 francs en 1999, soit 10 % du trafic voyageurs,,. Le trafic de marchandises proprement dit est supprimé en 2004 en raison de la gêne provoquée par les chantiers de rénovation de l'infrastructure. Cette suppression n'est pas officielle[réf. souhaitée]; en juin 2006 encore, dans le document d'invitation à la réception de la 2e tranche du chantier, la CTC présente le trafic de marchandises comme existant. À la fin, seulement dix wagons restent utilisables. Subsiste encore le transport de messageries sans parler des trains de matériaux et des trains de travaux qui ne relèvent pas du domaine commercial et circulent pour les besoins internes du réseau.

### La rénovation du réseau
Comme déjà évoqué plus haut, la CTC a décidé de renouveler entièrement les voies et les installations de gares du réseau et fait inscrire les différentes mesures dans le Contrat de projets État-région 2000-2006. La mesure la plus importante et la plus coûteuse est le renouvellement de la voie sur 122 km, soit pratiquement la moitié du réseau. C'est le plus grand chantier de ce type jamais mené sur l'île. Sont concernées pour l'essentiel les sections de la ligne principale Bastia - Ajaccio 158 km non encore rénovées. Par contre, la ligne Ponte-Leccia - Calvi n'est rénovée que sur trois très courtes sections. Les travaux s'échelonnent à partir de novembre 2004 et durent trois ans et demi. Pour les clients, une réduction de l'offre de trains et des interruptions totales de la desserte ferroviaire par sections en sont les conséquences. La CTC doit elle-même assumer 40 % des coûts de ce vaste projet de 86 M€, l'État prenant en charge les 60 % restants.
Trois autres mesures contribuent à augmenter la pérennité, l'efficacité et la sécurité de l'exploitation. Premièrement, un système automatisé de gestion des circulations est mise en place sur la ligne principale Bastia - Ajaccio. Il s'agit d'une commande centralisée de voie unique du fabricant Vossloh-Cogifer, avec des postes informatique de type « Alister » de Funkwerk, télécommandés depuis un poste de commande centralisé. La première tranche est mise en service fin 2007 et concerne la section suburbaine Bastia - Casamozza, moyennant un investissement de 4,7 M€. En raison de la densité du trafic, le coût par kilomètre est élevé (235 000 €/km) comparé à la deuxième tranche Casamozza - Ajaccio, dont l'équipement ne coûte que 8,2 M€. La CTC doit financer 24 % de l'investissement total de 12,9 M€, l'Union européenne verse 40 % et l'État contribue à concurrence de 36 %. Deuxièmement, les parois rocheuses le long de la ligne doivent être confortées pour limiter les très fréquentes chutes de pierres sur la voie. CTC et État se partagent à parts égales cet investissement de 6 M€. Troisièmement, la rénovation de plusieurs tunnels et ouvrages d'art (viaducs, ponts et murs de soutènement essentiellement) est programmée. Reste à mentionner la modernisation des installations de maintenance du matériel roulant à Ajaccio, Bastia et Casamozza pour un montant de 24 M€, réalisée seulement pendant la période suivante en l'absence de financement prévu par le Contrat 2002-2006,.
Pendant la période du Contrat de projets 2007-2013, l'effort de modernisation continue, avec 20 M€ inscrits pour la poursuite des travaux de confortement des parois rocheuses, et 10 M€ pour faire progresser la couverture par le système automatisé de gestion des circulations. Hors contrat de projets, des pôles multimodaux sont créés pour 16 M€, d'autres sections de voie sont remplacées pour 45,5 M€ (notamment sur la ligne de la Balagne), et, pour une première fois, l'accessibilité aux personnes handicapées est améliorée pour 8 M€. La modernisation des installations de maintenance déjà prévues pour la période précédente et indispensable à l'accueil des nouveaux autorails AMG 800 les travaux sont enfin exécutés, et la gare de Calvi doit elle aussi être équipée pour un montant de 5,5 M€ (y compris l'aménagement de la gare et les installations de maintenance). Fin 2013, ces travaux doivent permettre de réduire considérablement les temps de parcours, de créer de nouveaux trains directs et d'augmenter la fréquence des trains.
L'ensemble du réseau est fermé du 19 octobre au 3 novembre 2024 puis du 12 au 27 avril 2025 pour tester la commande centralisée du réseau vers une mise en service d'ici l'été 2025.  
Un projet de réouverture d'une partie de la ligne de la côte orientale corse est promis par l'exécutif nationaliste en 2015 et est proposé en détails en 2018. Face à l'urbanisation du sud de Bastia et à la hausse des embouteillages, le train est vu comme une alternative. Il s'agirait d'un tram-train destiné à la desserte locale et dont le tracé se rapprocherait de celui de la ligne historique avec des variations. Dans un premier temps, seul un tronçon d'un dizaine de kilomètres jusqu'à Folelli est prévu. 800 passagers par jour sont attendus,,.

## Statut juridique
Jusqu'en 1983, l'exploitation des CFC se fait par délégation de service public, l'exploitant étant choisi par appel d'offres. La dernière société privée ayant exploité le réseau dans ce cadre était la Société générale de chemins de fer et de transports automobiles (CFTA), aujourd'hui intégrée dans le groupe Veolia Transport. Le réseau étant classé d'intérêt général (par opposition aux réseaux d'intérêt local), il est placé sous la responsabilité de l'État et non des départements,. Les cheminots ne sont pas salariés du concessionnaire, mais sont employés par une entreprise publique de droit privé dénommée « Chemins de fer de la Corse » (CFC).
En 1981, le nouveau ministre des Transports, Charles Fiterman, réagit aux souhaits et inquiétudes exprimés par les syndicats de cheminots corses, et décide de ne pas renouveler la concession accordée à la CFTA à l'issue de la convention de cinq ans prolongée d'un an de reconduction. Avec un an de préavis, il en avise l'entreprise en date du 1er décembre 1981. Le ministre confie l'exploitation à la SNCF à compter du 1er janvier 1983. Cette mesure est officialisée rétroactivement par un décret du 30 août 1983, qui équivaut une nationalisation de l'exploitation. Le personnel ne change pas lors de la substitution de la SNCF à la CFTA, la société nationale envoyant seulement le directeur (Denis Rastello puis Claude Saintemarie), le directeur adjoint et un conseiller technique. Les salariés n'obtiennent pas non plus le statut spécifique des cheminots de la SNCF, contrairement à ce qu'ils avaient espéré en revendiquant la nationalisation du réseau, et restent des salariés de droit commun.
Avec la loi Joxe du 13 mai 1991 portant statut sur la Collectivité territoriale de Corse (CTC), celle-ci se substitue à l'État dans les droits et obligations de celui-ci concernant l'exploitation des transports ferroviaires. Le réseau des Chemins de fer Corses est ainsi transféré à la CTC, qui conclut toutefois une convention d'exploitation avec la SNCF applicable à compter du 13 septembre 1994 pour une période de cinq ans. Un avenant prolonge la convention jusqu'au 31 décembre 1999. Le budget annuel des CFC est alors de 650 000 000 francs, dont 20 000 000 francs de recettes commerciales. L'appel à candidatures pour trouver l'exploitant pour la période suivante est lancé en 1999, mais parmi les trois candidats se déclarant intéressés, à savoir la SNCF, VIA-GTI et la Compagnie de chemins de fer départementaux (CFD, également constructeur des autorails livrées à partir du milieu des années 1970), seule la SNCF soumet finalement une offre. Les négociations entre la CTC et la SNCF durent un an et demi, si bien que la seconde convention d'exploitation avec la SNCF n'est signée que le 1er septembre 2001, cette fois-ci pour une durée de dix ans. Calculée sur une estimation des recettes de 23 000 000 francs par an, la subvention annuelle forfaitaire est de 59 000 000 francs. En cas de recettes supérieures aux prévisions, le bénéfice est partagé entre la SNCF et la CTC. La loi du 22 janvier 2002 relative à la Corse transfère enfin la propriété de l'infrastructure ferroviaire de l'État à la CTC ; il est à noter que Réseau ferré de France (RFF) n'a jamais été impliqué en Corse.
Fin 2010, la convention de dix ans n'est pas renouvelée, et les CFC sont exploitées par une société d'économie mixte (SEM) à partir du 1er janvier 2012. Son capital est détenu par la CTC, la SNCF, les deux départements et leurs chambres de commerce et les deux communautés d'agglomération (voir ci-dessus, La Corse et la politique ferroviaire).

## Matériel roulant

### Locomotives à vapeur

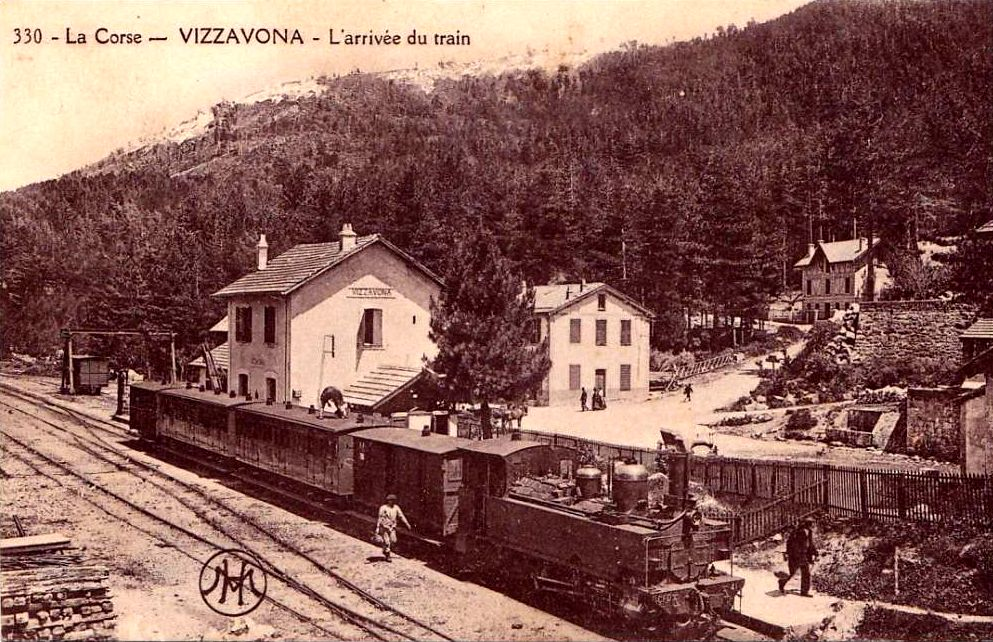
La 031T Fives-Lille no 41 en tête d'un train de voyageurs en gare de Vizzavona, au début du XXe siècle.

L'exploitation s'est exclusivement faite avec des locomotives à vapeur jusqu'en 1935/1936, à l'exception d'un interlude de début 1926, au 17 septembre 1928, quand un service rapide par autorail existe entre Bastia et Ajaccio. La traction à vapeur s'éclipse devant les trains de voyageurs vers 1950, quand le parc d'autorails atteint son premier maximum, et devient anecdotique avec la livraison de deux locomotives diesel pour le trafic de marchandises l'année suivante. Six locomotives à vapeur restent opérationnelles jusqu'en 1954, puis la traction à vapeur s'efface pour toujours. Les locomotives sont encore garées dans les remises pendant quelques années, mais aucune locomotive à vapeur ayant été en service en Corse n'a subsisté.
Le parc de locomotives à vapeur était d'une grande homogénéité et ne comptait que trois types différents, abstraction faite des cinq locomotives de chantier pour la construction du réseau et de cinq locomotives envoyées en 1944, après la Libération, pour parer au manque de matériel temporaire à la suite des actes de sabotage commis par l'armée allemande en retrait. L'ensemble de l'époque de la vapeur en Corse tombe sous la gestion de la CFD, qui choisissait elle-même le matériel, le commandait et en était le propriétaire. Au début, elle commande quatorze machines de configuration 031 T de production Fives-Lille, d'un type déjà expérimenté sur le réseau de l'Yonne. Elles sont livrées de 1886 à 1888, avec en partie un à deux ans de délai entre la sortie d'usine et la mise en service en Corse. La radiation débute en 1932 et seulement quatre machines vivent encore la Libération. Ces premières 031 T sont trop faibles et mal adaptées pour le service sur des lignes de montagne à profil difficile ; or, la CFD acquiert encore quatre autres locomotives de conception similaire (des 130 T) en 1891. Elles vont à elles seules assurer l'exploitation de la ligne de Ponte-Leccia à Calvi, ce qui en dit long sur la densité du trafic de cette branche du réseau.
Dès 1892, la politique d'acquisition change. Ne sont désormais plus commandées que des locomotives articulées compound selon le système Mallet. Elles ont deux fois deux essieux et quatre cylindres, avec les deux premiers essieux montés dans un bogie pour une bonne inscription dans les courbes et une bonne adhésion. Ces 020+020 T de fabrication SACM sont livrées en vingt-deux exemplaires au total jusqu'en 1932, à l'occasion de l'ouverture d'extensions du réseau mais également pour renforcer le parc affecté à la ligne principale de Bastia à Ajaccio. Les deux dernières locomotives livrées remplacent des 031 T reformées. À l'extension maximale du réseau en 1935, quand la ligne de la côte orientale corse est ouverte jusqu'à Porto-Vecchio, les chemins de fer de la Corse disposent de trente-cinq locomotives : dix-sept pour Bastia - Porto-Vecchio ; seize pour Bastia - Ajaccio et quatre pour Ponte-Leccia - Calvi. À ce moment-là, les six premières locomotives sont déjà mises à la ferraille, et six autres suivront en 1937, quand sept autorails sont disponibles,,.

### Locotracteurs
Au lendemain de la Seconde Guerre mondiale, le service des Ponts et Chaussées décide d'éliminer la traction à vapeur du réseau corse. L'Union des Voies ferrées étudie alors une locomotive Diesel susceptible d'être utilisée sur n'importe quelle ligne à voie métrique française. Le projet de l'engin retenu se caractérise par deux cabines de conduite aux extrémités, un compartiment fourgon au centre et une transmission diesel-électrique. Hormis la Corse, seulement deux autres réseaux se montrent finalement intéressés : la Corse, les Chemins de fer de Provence et les Voies ferrées du Dauphiné. Ils se regroupent en 1949 pour lancer un appel d'offres, portant sur dix unités et remporté par la société Brissonneau et Lotz (BL). En 1950, les Ponts et Chaussées passent donc commande de deux exemplaires du modèle baptisé « Provence », se distinguant par un phare central et l'absence de portes d'intercirculation. Ils sont construits dans l'usine de Creil et numérotés 401 et 402 à leur arrivée en Corse. Deux moteurs diesel Renault type 517 J de 300 ch à douze cylindres entraînent chacun une génératrice BL de 240 kW / 1 000 V pour alimenter en courant continu travaillent avec une tension de 500 V. En Corse, les tracteurs Brissonneau et Lotz ne sont utilisés que pour la traction des trains de marchandises, la dernière locomotive à vapeur est réformée en 1954. Cependant, les engins sont sujets à de fréquents incidents d'exploitation et ne font qu'une brève carrière. Une unité est encore remplacée par un exemplaire acheté d'occasion en Provence, se distinguant par des portes d'intercirculation encadrées de deux phares. Du modèle « Provence », deux unités en état de service subsistent sur le réseau éponyme (2012),,.
À la fin de 1954, les chemins de fer de Corse ne disposent plus que des tracteurs 401 et 402 comme uniques locomotives. La collision de l'autorail 114 avec un train de marchandises en 1954 donne le prétexte pour la construction d'une nouvelle unité de traction par l'atelier de Bastia, en récupérant les bogies de l'engin. Le châssis est construit à neuf à Bastia, et le moteur Renault de 150 ch est également neuf. La carrosserie abrite un compartiment à bagages éclairés par des hublots et, sous un capot, le moteur. L'étrange esthétique fait naître divers surnoms, dont notamment « le sous-marin » ou « la bête de Calvi ». Le tracteur 114 est, en effet, affecté à la ligne de Ponte-Leccia à Calvi, où il est chargé de tirer des trains de marchandises jusqu'à sa suppression en 1986. Son frein à air et sa faible puissance de traction limitent la capacité à quatre wagons, et des chaînes sont employées pour sécuriser l'attelage. En plus, pendant les premières deux années de son service, il assure un aller-retour voyageurs quotidien entre Bastia et Calvi, remorquant l'autorail 104 ayant subi une avarie de moteur. Après sa réforme, le tracteur 114 a été garé hors service sur l'emprise des ateliers de Casamozza. Deux ans après le 114, les ateliers de Bastia confectionnent un second locotracteur, d'un aspect plus classique, en se servant de pièces de l'autorail 115 détruit dans une collision avec un véhicule routier au début de 1956, et en récupérant le moteur MAN de l'autorail 103 incendié en ligne en août 1946. Ce tracteur reçoit le numéro 403 et se voit confier les manœuvres en gare d'Ajaccio. Bien que d'une puissance supérieure à celle du 114, le 403 est mis à la ferraille au bout de sept ans de service, son numéro étant repris pour le tracteur Brissonneau et Lotz acheté d'occasion en Provence,. La « bête de Calvi » a été transféré de Casamozza vers Bastia, où elle est garée devant le dépôt (2011).
Les tracteurs 401 et 403I devenant inopérants quasi simultanément en 1963, les Ponts et Chaussées obligent la SACFS de commander une locomotive neuve en plus du 403II venu de Provence, à financer par l'État. La SACFS choisit un modèle mis au point par l'atelier de Montmirail des CFD, commercialisé sous la désignation de « BB 400 ». Dans sa version à voie métrique, il a déjà été acquis en deux exemplaires par la SNCF numérotés 401 et 402 pour le PO-Corrèze, et en un exemplaire numéroté 040-003 pour les CFD Réseau du Vivarais. L'exemplaire pour la Corse est livré le 10 juin 1966, quand le tracteur 402 devient inopérant. Sous le numéro 405, il assure des trains de marchandises Bastia – Ajaccio en alternance avec le 403II jusqu'à l'arrêt de ce dernier en 1974, puis avec son homologue le 404 (ex-040-003 CFD Réseau du Vivarais), acquis d'occasion dans la même année auprès des Chemins de fer de Provence, réseau où il avait été muté à la fermeture des CFD Vivarais. Les 404 et 405 disposent d'une cabine centrale, et sous les deux capots symétriques se cachent des groupes de traction strictement identiques avec des moteurs Poyaud de 207 ch. Les boîtes de vitesses à commande électropneumatiques Asynchro brevetée par CFD assurent la synchronisation entre les deux moteurs et permettent la marche avec un seul moteur. Les essieux des bogies sont couplés par des bielles. En 1994 sera acquis le tracteur BB 406 ; construit à l'écartement normal en 1973 par CFD pour la firme suisse Speno International SA, il fut reconditionné pour l'écartement métrique par la société belge "Rails et Traction International" filiale du groupe CFD dans le cadre d'une révision[réf. souhaitée]. Cette locomotive reprend l'architecture des BB 400 précédentes mais équipée de bogies conventionnels à transmission interne. Le tracteur 406 devait assurer l'acheminement de trains de déchets de bois, pour la chaufferie de Corte construite dans l'ancien bâtiment du dépôt des locomotives. Le prix d'achat a été de 2 200 000 francs, pour un engin âgé de vingt ans et d'une puissance moindre que les autorails X 5000. Les CFC n'ont pas obtenu le marché du transport de déchets de bois pour la chaufferie, mais ont quand même conservé ce tracteur. Plus récent que ses homologues, c'est le seul à rester opérationnel sur l'ensemble du réseau (2015) où il assure la traction de l'ensemble des trains de travaux. En 2009 un tracteur BB CFD numéroté 407 et également reconditionné par la société Rails et Traction International est acheminé sur les chemins de fer de la Corse. Après une série d'essais infructueux sur le réseau Corse, ce tracteur est garé en bon état aux ateliers de Casamozza sans avoir assuré de circulations commerciales pour les CFC. Courant 2016, le tracteur BB 407 subira des modifications afin de le rendre opérationnel, puis il sera enfin mis en service commercial au mois de novembre de cette même année. Enfin, le 19 novembre 2015 sera livré en gare d'Ajaccio le troisième et dernier tracteur de type BB CFD reconditionné par la société "Rails et Traction International", le tracteur 408[réf. souhaitée]. Les tracteurs 404 et 405 ont été mis en vente en 2011 selon le rapport No 2011/01/051 du président du Conseil exécutif de Corse, et après délibération de l'Assemblée de Corse. Ces deux tracteurs sont acquis par la SNC-Chemin de fer du Vivarais.
Bien que le nombre total de tracteurs aptes à la traction des trains de marchandises ayant été en service en Corse atteint les 7 exemplaires, l'on notera que seulement deux ou trois ont été mis simultanément en service. S'y ajoute, pour une courte durée, le tracteur 403I pour les manœuvres à Ajaccio, comme mentionné ci-dessus. Il n'est pas remplacé immédiatement, mais seulement en 1967, par un engin construit artisanalement par l'atelier CFD de Montmirail dans l'après-guerre : le tracteur no 1 de la SACFS. En effet, les embranchements portuaires d'Ajaccio et Bastia sont encore en service à l'époque. En 1968, la SACFS fait donc venir le tracteur no 2 pour les manœuvres et la desserte du long embranchement portuaire de Bastia, ainsi que le tracteur no 3 sans affectation particulière. Il est peu utilisé, et son homologue no 4 également prévu pour la Corse n'y est finalement jamais envoyé. Alors que les tracteurs no 2 et 3 ont été mis à la ferraille, le no 1 a été préservé par le MTVS pour son caractère représentatif des locotracteurs construits par la CFD après-guerre. Il assure des manœuvres sur les emprises du musée de Valmondois et a retrouvé son numéro initial, le 101,,. Ce locotracteur a été construit pour les chemins de fer du Doubs. Après un travail d'identification aux archives départementales, son vrai numéro est le 103, qu'il n'a jamais porté dans ses marquages.

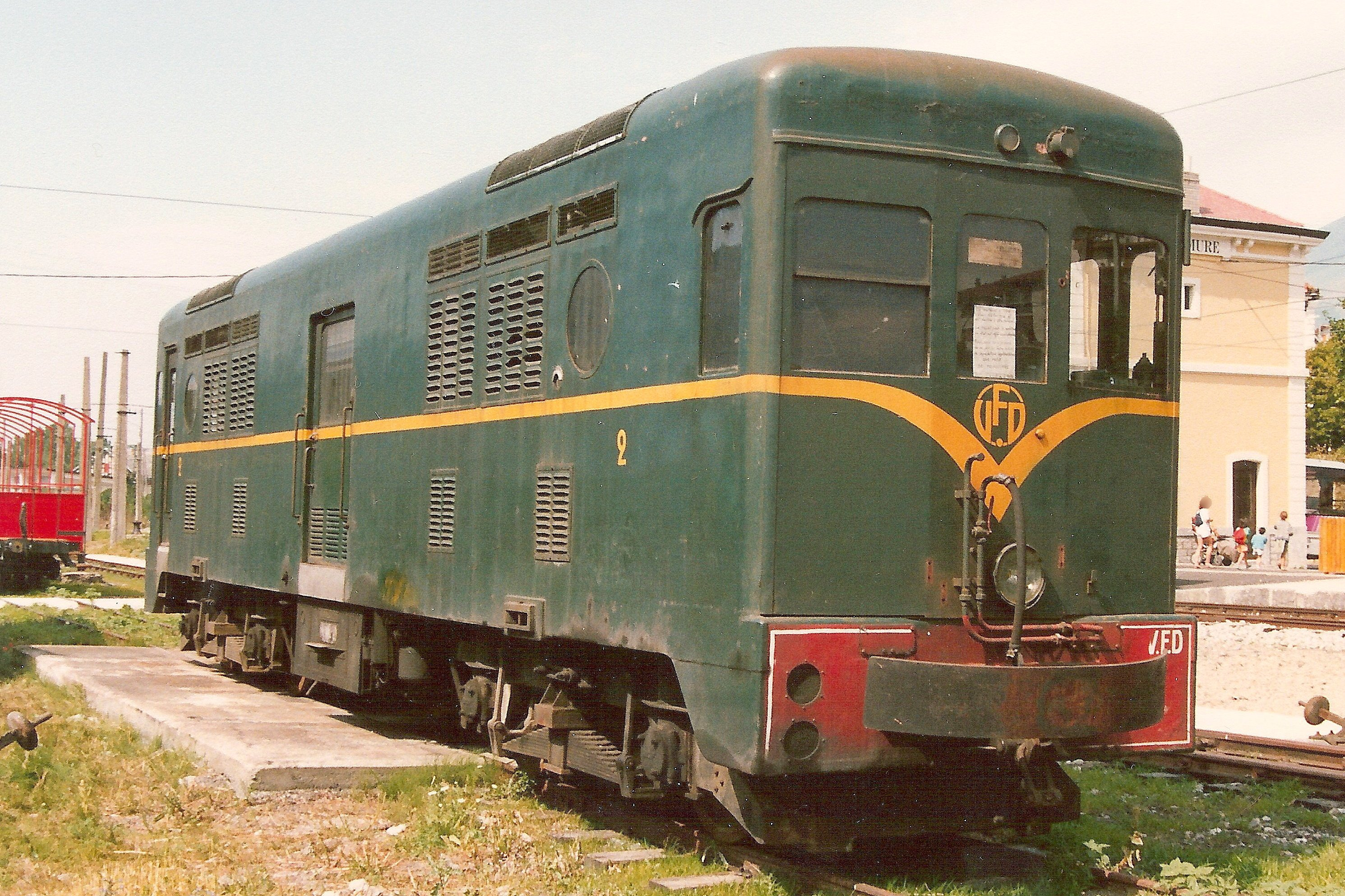
Loco-Tracteur diesel-électrique Brissonneau et Lotz, modèle « Provence » des VFD, identique aux 401 et 402, hormis la livrée qui était rouge et grise en Corse.
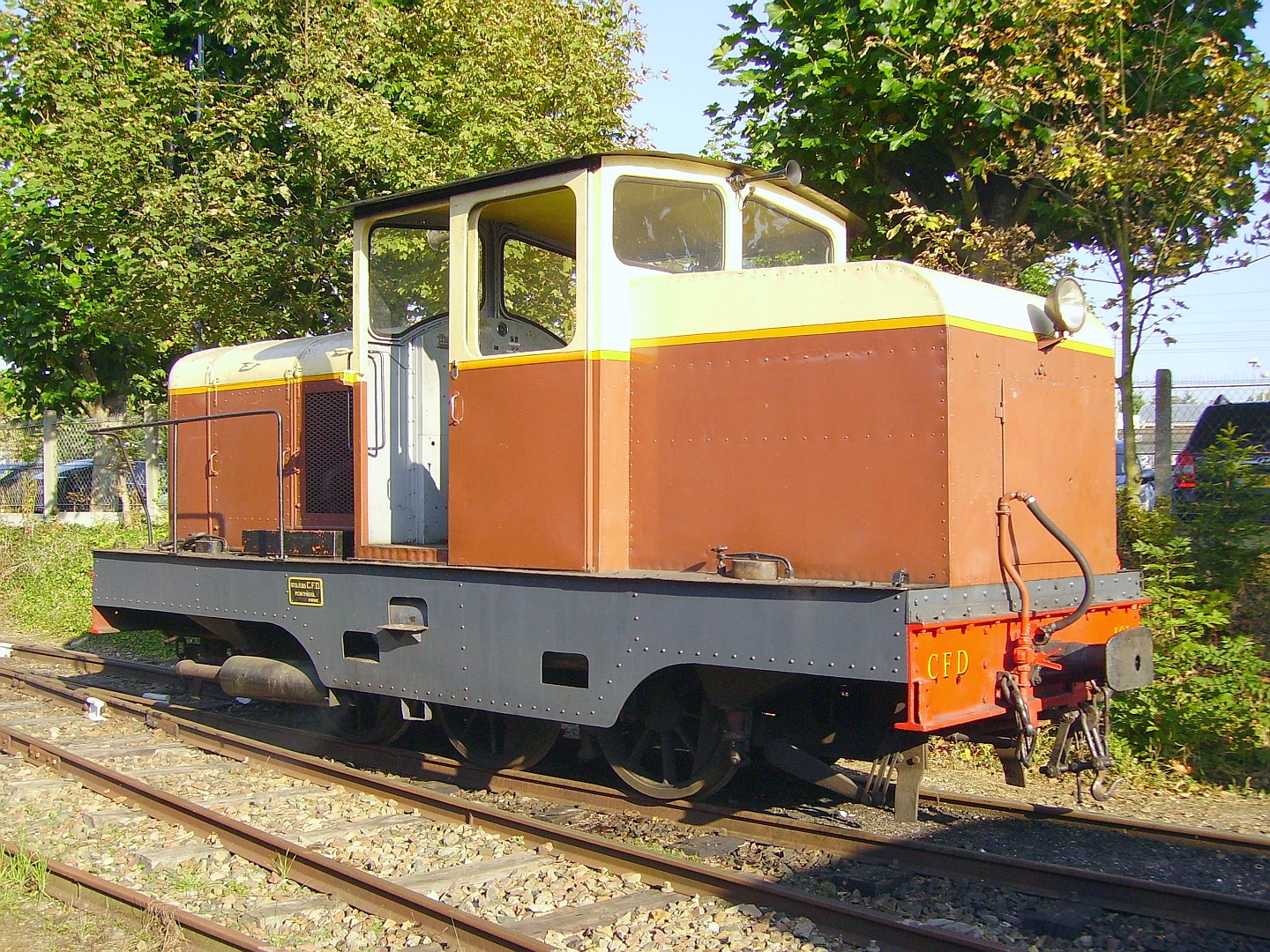
Loco-tracteur no 1, rénumeroté 101, au musée du MTVS.
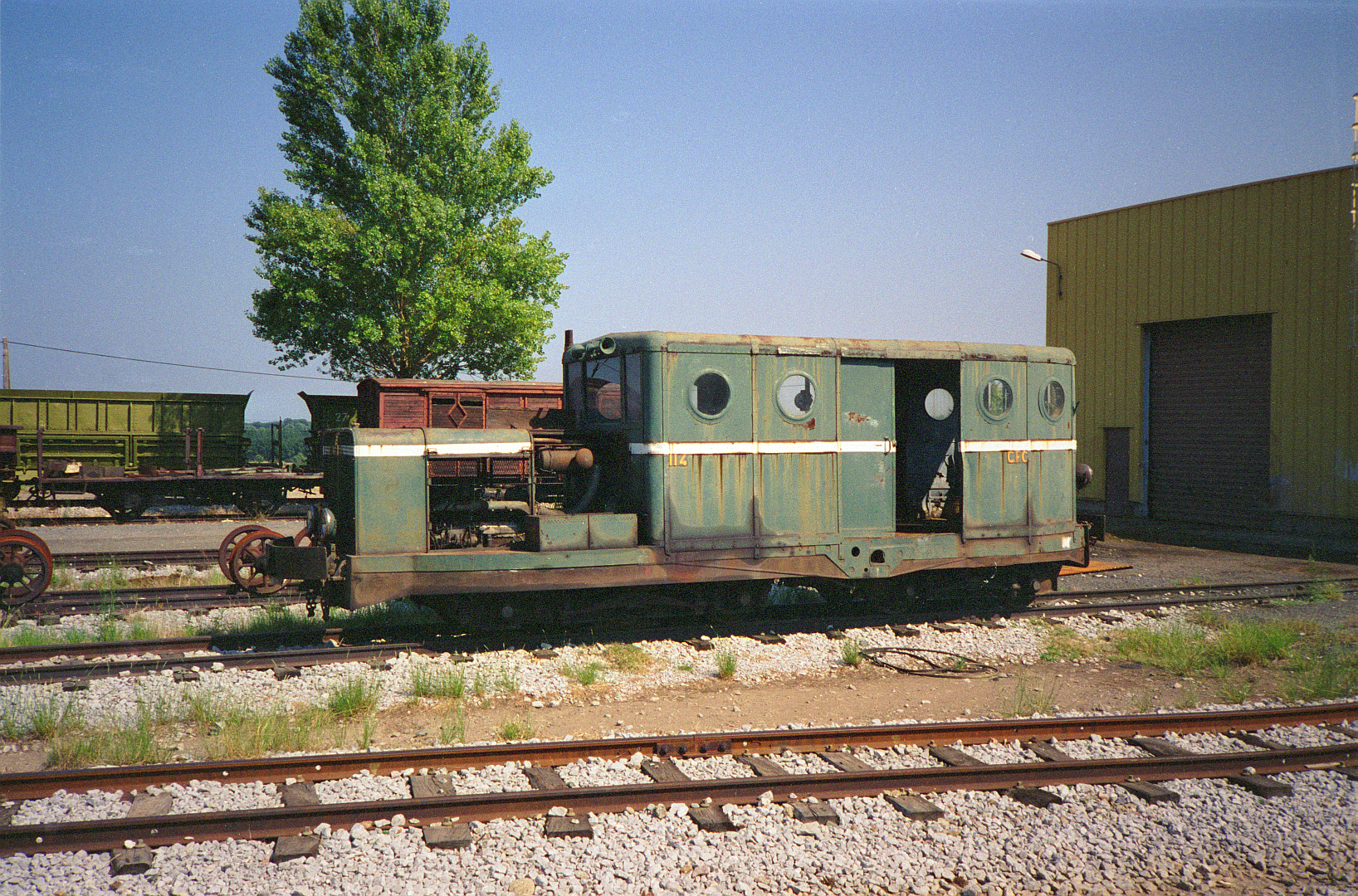
Loco-tracteur no 114 « la bête de Calvi » réformé garé aux ateliers de Casamozza.
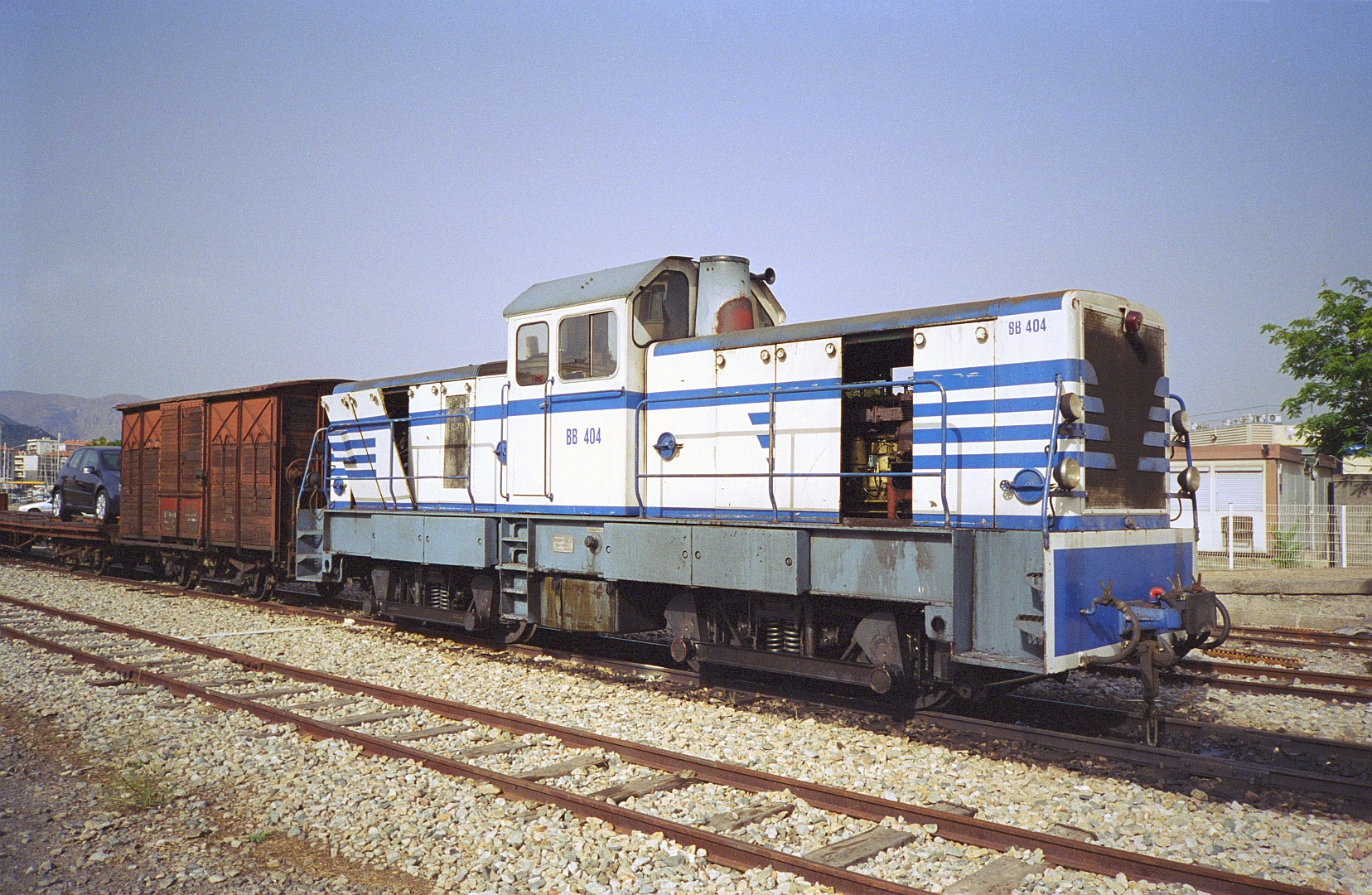
La BB no 404 à Ajaccio en 2004, dernière année pour les trains de marchandises.
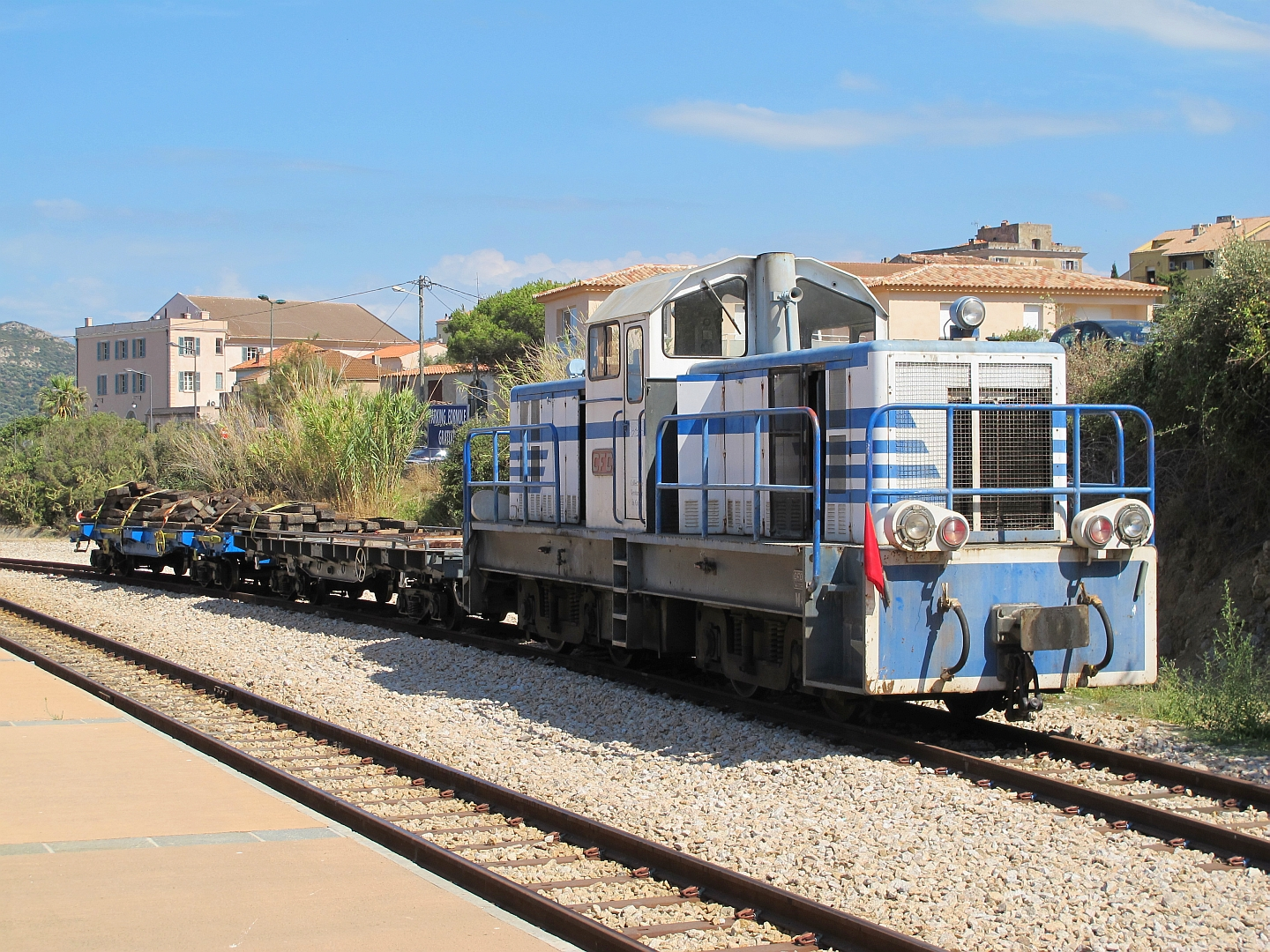
La BB no 406 ex-Speno en tête d'un train de travaux en Gare de L'Île-Rousse le 31 juillet 2015.
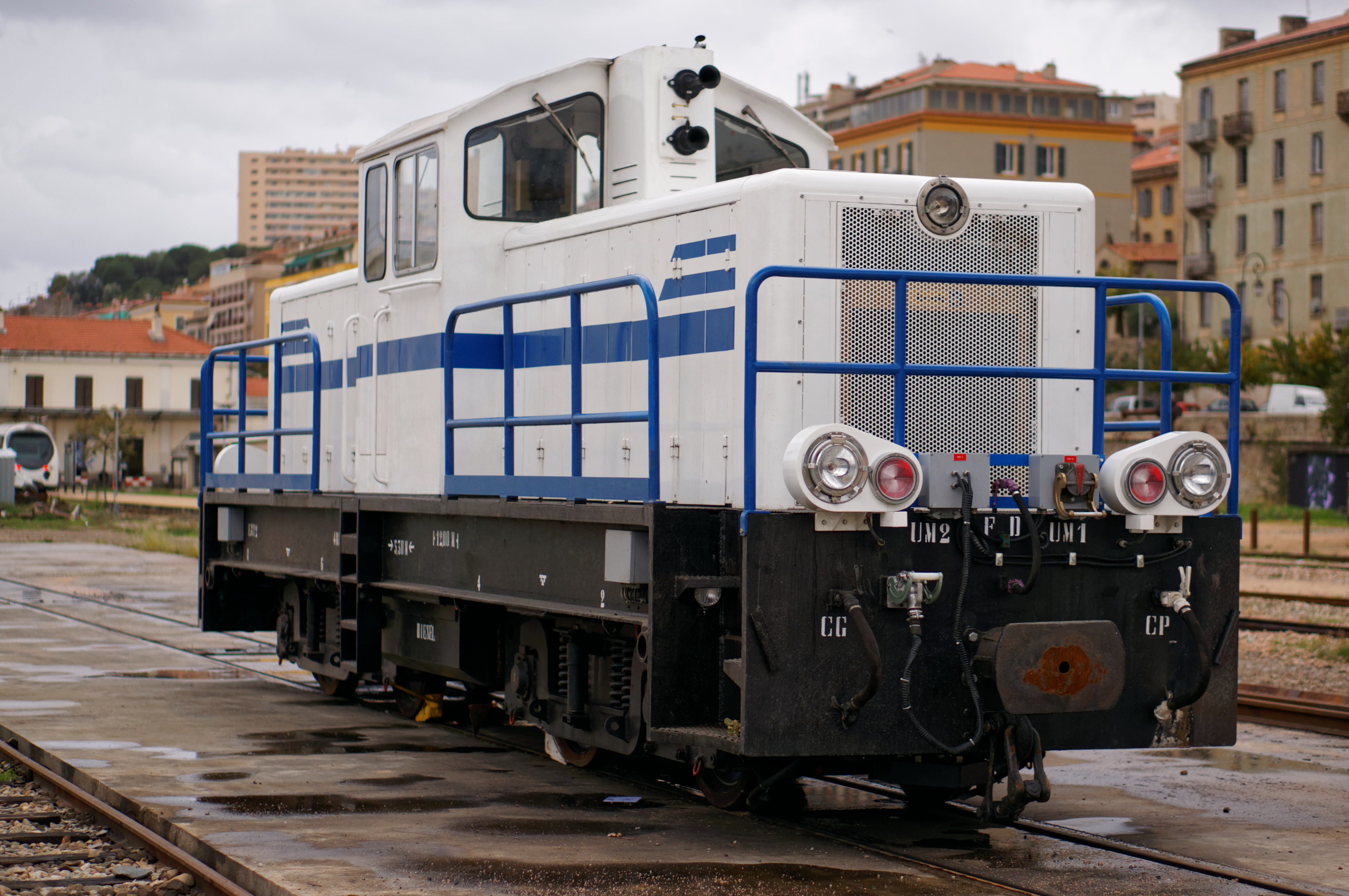
La BB no 408 à Ajaccio le 21 novembre 2015, peu de temps après sa livraison.

### Autorails anciens (1925-1950)
Les autorails introduits par la CFD et par les Ponts-et-Chaussées sont la propriété de l'État. Les autorails introduits par la SACFS appartiennent à cette entreprise jusqu'à sa liquidation, et l'autorail no  X-158 introduit par la CFTA est resté la propriété de cette société jusqu'en 1991.
En 1923, la société Crochat reçoit une commande pour deux exemplaires de son premier modèle d'une automotrice pétroléo-électrique à bogies, appelé « D.D. » Ce modèle est aussitôt amélioré, et un prototype « V.V. » est commandé par la CFD pour son réseau du Vivarais, en date du 13 mars 1924. Avant même de commencer sa construction, Crochat se trouve en liquidation, et la commande est reprise par Decauville qui revoit le projet et conçoit une carrosserie plus moderne. Sans attendre les essais du prototype qui commencent en novembre 1925, la CFD commande deux autres exemplaires pour la Corse. Ils sont livrés à Bastia en décembre 1925 et numérotés Ae 51 et Ae 52 EM PP / ABy Dp 2 2/2. Ces engins longs de 12,8 m sont dotés de deux étroites cabines de conduite, d'un compartiment à bagages derrière la première cabine, et de deux compartiments voyageurs de seize place de part et d'autre d'une large entrée centrale : un de 1re classe et un de 2e classe. Les blocs moteurs se trouvent derrière les cabines de conduite, et abritent chacun un moteur Panhard de 60 ch et une dynamo pour alimenter les moteurs de traction électriques. Les automotrices sont utilisés pour un train direct Bastia - Ajaccio et retour, s'adressant à une clientèle aisée comme le montre l'absence de la 3e classe. Mais le 18 septembre 1928, l'Ae 51 est détruite dans une collision au P.K. 27,3 près de Barchetta. La CFD ne voulant pas assurer les trains automoteurs sans disposer d'un engin de réserve, elle mute l'Ae 52 à Saint-Jean-d'Angély en décembre 1929, pour assurer la réserve du prototype Ae 45. Les pièces récupérables de l'Ae 51 sont également expédiées vers le réseau des Charentes et Deux-Sèvres et servent à la construction du locotracteur no 11. Les Ae 2 et Ae 45 restent en service jusqu'en 1935.
Au bout de sept ans d'absence de la traction thermique, l'ère de l'autorail commence définitivement en Corse en 1935, quand la CFD prend livraison d'un autorail prototype Billard A 210 D. C'est un autorail à bogies long de 17,595 m et large de 2,4 m, propulsé par un moteur MAN de 210 ch et atteignant une vitesse de 75 km/h. De conception moderne, il a l'avantage d'un plancher bas avec une hauteur de 510 mm au-dessus du niveau du sol, facilitant l'accès et garantissant une excellente tenue en voie grâce au centre de gravité également bas. Avec un moteur logé dans la caisse, un compartiment à bagages, un W.C. et un compartiment de 1re classe, l'A 210 D ne propose que 42 places assises, auxquelles s'ajoutent 16 strapontins. Le prototype numéroté 101 donne pleine satisfaction, et cinq autres exemplaires numérotés 102 à 106 sont commandés pour une livraison en 1936. Les exemplaires de série ont une carrosserie plus arrondie, et le radiateur n'est plus proéminent, mais par contre plus grand. Malheureusement, le no 102 est détruit par fait de guerre à Bastia en 1943, et le 104 périt dans un incendie en 1946. À partir du milieu des années 1950, les moteurs subissent d'importantes avaries sur trois autres engins, et un unique A 210 D circulera encore au début des années 1960. Les châssis et bogies des no 105 et 106 survivent toutefois dans les remorques no 104 et 105 construites en 1977,. Les A 210 D n'ont existé qu'en Corse, contrairement aux autres modèles de Billard qui ont trouvé une large diffusion.

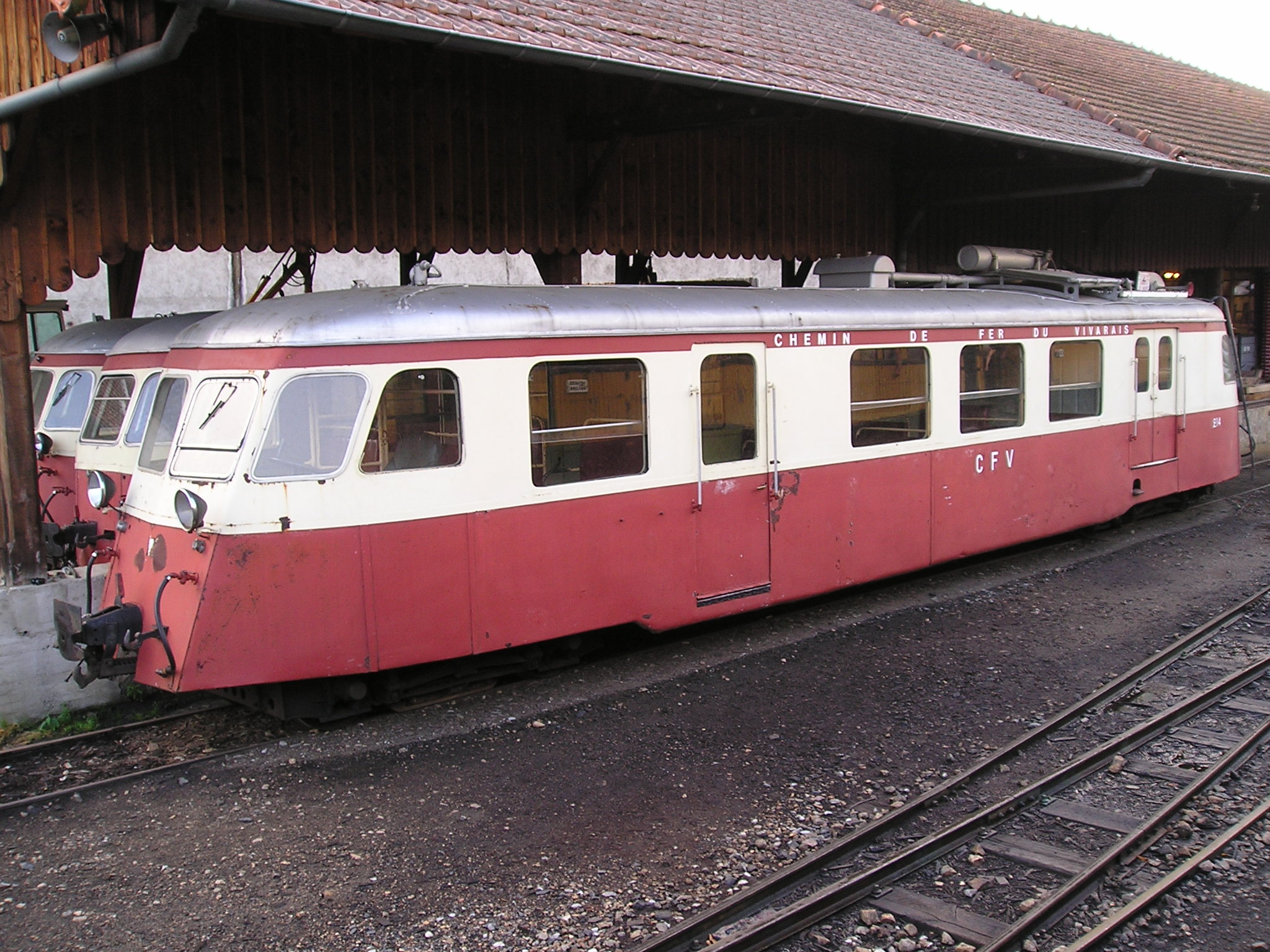
Autorail Billard A 150 D no 214 ex-CFD, identique aux no 111-116.

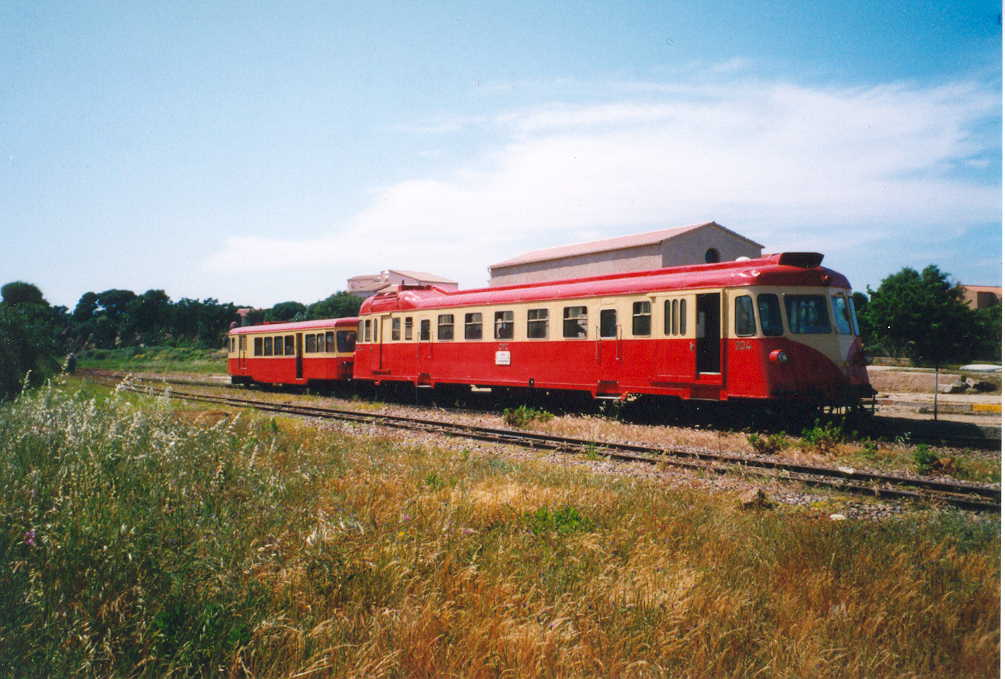
Autorail Renault ABH 8 no 204 et sa remorque pilote XR 113.

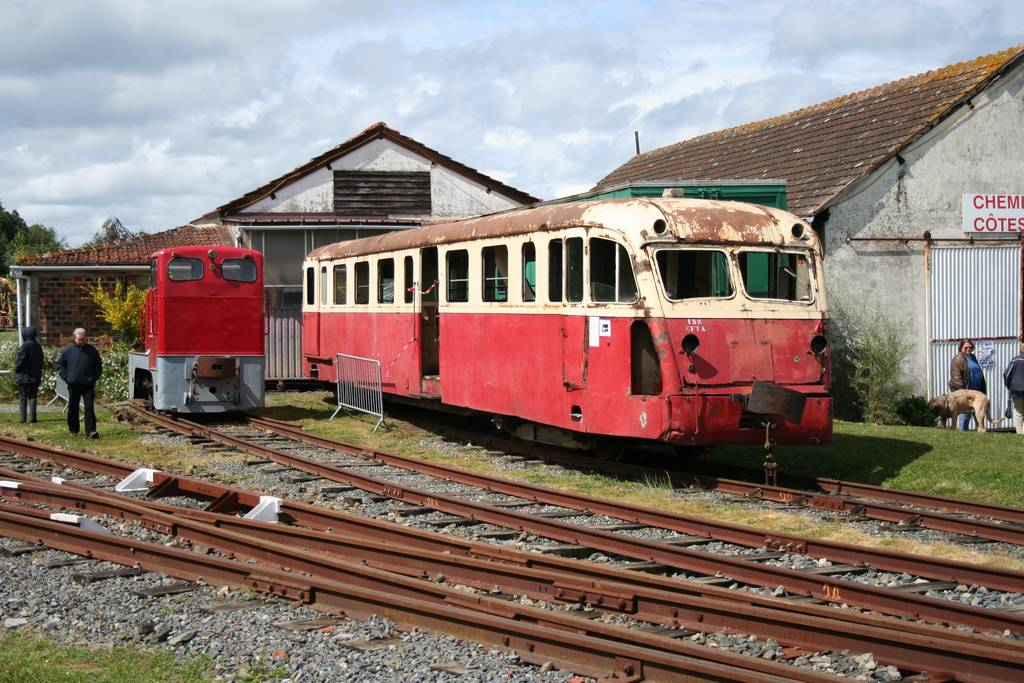
Autorail De Dion-Bouton OC1 no 158 au musée de Langueux.

La CFD et son directeur Pierre Zens poursuivent leur collaboration avec les établissements Pierre Billard de Tours, et en tenant compte des expériences de l'exploitant avec les trois autorails A 135 D du réseau de l'Indre-et-Loire, le fabricant développe le modèle A 150 D. La CFD en commande dix exemplaires, dont six destinés à la Corse et quatre au réseau du Vivarais. Près de trois mètres plus courts que les A 210 D, ils pourvoient un nombre de places assises quasiment équivalent, grâce à une utilisation des plus efficaces de l'espace intérieur. Le moteur est logé dans le compartiment à bagages, et il n'y a pas de compartiment de 1re classe ni de W.C., sachant que les remorques R 210 commandées simultanément sont équipées de W.C. Les A 150 D no 111 à 116 sont livrés en Corse en 1938 et donnent pleine satisfaction, hormis pour les moteurs C.L.M. (sous licence Junkers) qui doivent presque tous être changés dès les premiers mois de service, parfois même une seconde fois. Les chemins de fer de la Corse disposent maintenant de douze autorails. Cette dotation importante ne permet toutefois pas l'éviction de la traction à vapeur devant les trains de voyageurs. Le réseau est à son apogée, la ligne de la côte orientale est en service jusqu'à Porto-Vecchio, et la ligne de Ponte-Leccia à Calvi est desservie par trois allers-retours, ce qui est exceptionnel pendant son histoire. Seulement la moitié des autorails est nécessaire pour assurer les trains automoteurs prévus par l'horaire, chacun des six engins n'effectuant qu'un unique aller-retour par journée sur une des relations suivantes : Bastia - Calvi et retour, Calvi - Bastia et retour, Corte - Bastia et retour, Ajaccio - Bastia et retour, Bastia - Porto-Vecchio et retour, et Prunelli-Pietrapola (sur la côte orientale) - Casamozza et retour. De la série numérotée 111 à 116, un seul autorail a survécu jusqu'à aujourd'hui, à savoir le no 113 transformé en remorque. Le no 116 est détruit pendant la Seconde Guerre mondiale en 1942, et pour les autres unités, le manque de moyens pendant les années 1950 se fait sentir. Après des collisions, les no 114 et 115 ne sont pas réparés (voir ci-dessus). Avec le 101 et les huit ABH8 livrés après-guerre (voir ci-dessous), le réseau ne dispose plus que de douze autorails entre 1957 et 1966/67, mais il est vrai aussi qu'il n'y a que dix trains par jour à assurer. En raison de l'acheminement d'autorails Billard d'occasion rénovés ou reconstruits sur l'île de Beauté sous l'administration de la SACFS, les no 111 et 112 sont retirés du service dès 1973.
En 1947, l'administration des Ponts et Chaussées commande, auprès de la régie Renault, huit autorails du type ABH8, dérivés d'un modèle de 1935 et de conception robuste. Leur charge à l'essieu est de 7 t, ce qui met l'infrastructure légère à l'épreuve et les cantonne à la ligne principale de Bastia à Ajaccio : ils n'ont, en effet, jamais circulé entre Ponte-Leccia et L'Île-Rousse. Ils ne sont pas équipés pour circuler en unité multiple. L'aménagement intérieur est à classe unique sans confort particulier, mais les no 201 à 204 sont par contre munis d'un bar. Pour remédier à la faible capacité en places assises (40 pour les 201 à 204 et 44 pour les 205 à 208), les ABH8 circulent le plus souvent avec une remorque Billard. Pendant trente-cinq ans, ils assurent la plupart des trains Ajaccio - Bastia, puis les trains-tramways de la Balagne (Calvi - L'Île-Rousse) en été (ce type de train était surnommé "la rafale"[réf. nécessaire]), et tiennent également lieu de réserve jusque loin dans les années 1980,. Trois unités sont encore fonctionnelles dans le troisième millénaire, mais n'ont plus assuré de circulation commerciale depuis la fin de la saison 2009.
La SACFS qui reprend l'exploitation en 1965 fait venir par la suite pas moins de vingt autorails Billard, en provenance du réseau du Tarn qu'elle a exploité précédemment, ou rachetés d'occasion auprès de réseaux fermés. Trois sont du type A 150 D6, semblables aux A 150 D no 111-113 toujours en service à l'époque mais plus récents, et les autres sont du type A 80 D plus petit. Ce dernier type a été construit dans plusieurs dizaines d'exemplaires et a circulé sur de nombreux réseaux secondaires dans la plupart des régions françaises. Les quatre petits autorails no 501 à 504 ainsi que les quatre A 150 D6 no 113 (de la livraison de 1938) et 524 à 526 reçoivent une nouvelle carrosserie chez les Établissements Carde de Bordeaux et deviennent les engins les plus modernes du réseau, au moins d'apparence : sur le plan mécanique, rien ne change. Le no 113 est par ailleurs allongé d'environ trois mètres pour offrir seize place assises en plus. La SACFS emploie les autorails Carde pour une nouvelle liaison rapide Bastia - Ajaccio effectuée en trois heures, en dépit du mauvais état de la voie, alors que la meilleure performance d'avant-guerre avait été de quatre heures et dix minutes. Sinon, les huit autorails Carde assurent toutes les prestations sur la ligne de la Balagne, y inclus les trains-tramways instaurés par la SACFS, ainsi que le service de banlieue de Bastia naissant. Quatre autorails A 80 D subissent des transformations plus légères pour assurer le service des messageries sur la ligne principale, que la SACFS sépare du service voyageurs. Ce concept destiné à augmenter l'efficacité est abandonné par la CFTA dès 1972. Quatre autres autorails A 80 D sont démotorisés et transformés en remorques à messageries ou bagages. Restent cinq A 80 D qui n'ont jamais été modernisés ou transformés ; un n'a vraisemblablement jamais fonctionné en Corse, et les autres n'ont connu qu'une utilisation sporadique. Après le retrait des no 111 et 112 en 1973, les chemins de fer corses disposent ainsi, pour le service voyageurs, de sept Renault ABH8 (un est accidenté en 1967), des huit Carde A 150 D6 et A 80 D et d'un Billard A 80 D non modernisé (trois autres subsistent mais ne sont plus opérationnels). À la suite de la livraison des nouveaux autorails CFD X 2000 en 1975/76, les Billard ne sont plus utilisés que sur la ligne Ponte-Leccia - Calvi, et les derniers à disparaître du service commercial sont le no 503 en 1983, puis le spacieux no 113 en 1986,,.
Reste à mentionner l'autorail De Dion-Bouton no 158, du type OC1, construit en 1938 pour les Chemins de fer des Côtes-du-Nord (CdN) où il porte le no 16. Racheté par la CFTA pour le Réseau breton après la fermeture de la dernière ligne des CdN, la compagnie le conserve après la cessation de l'exploitation sur ce dernier, et l'envoie même sur son réseau de la Somme peu avant la fermeture. Devenu exploitant du réseau corse en 1972, la CFTA y fait venir le X 158 et l'utilise pendant quelques mois en 1973 pour le nouveau service de banlieue Bastia - Biguglia. L'engin est rapidement garé hors service puis rapatrié vers les ateliers CFTA de Gray. Bien que déclaré comme mis à la ferraille par plusieurs sources, l'X 158 est en fait conservé et vendu à l'Association des chemins de fer des Côtes-du-Nord près de Saint-Brieuc, et arrive à son musée de Langueux en date du 2 octobre 1991,.

### Autorails modernes (1975-2010)

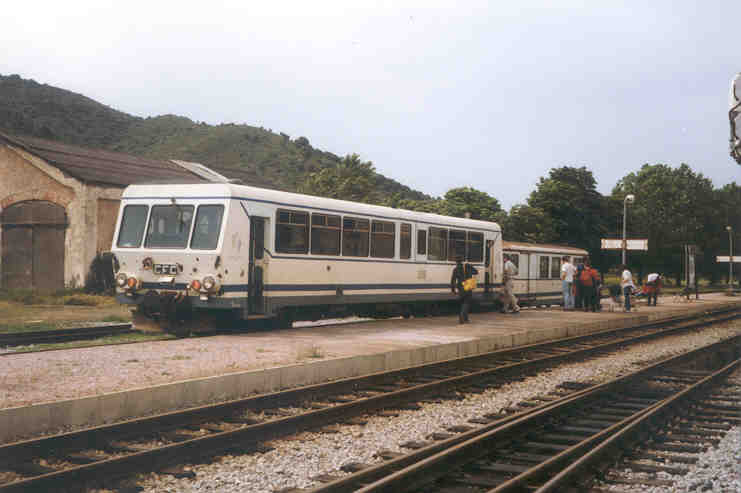
Autorail X 2000 rénové avec remorque pilote Billard en gare de Ponte-Leccia.

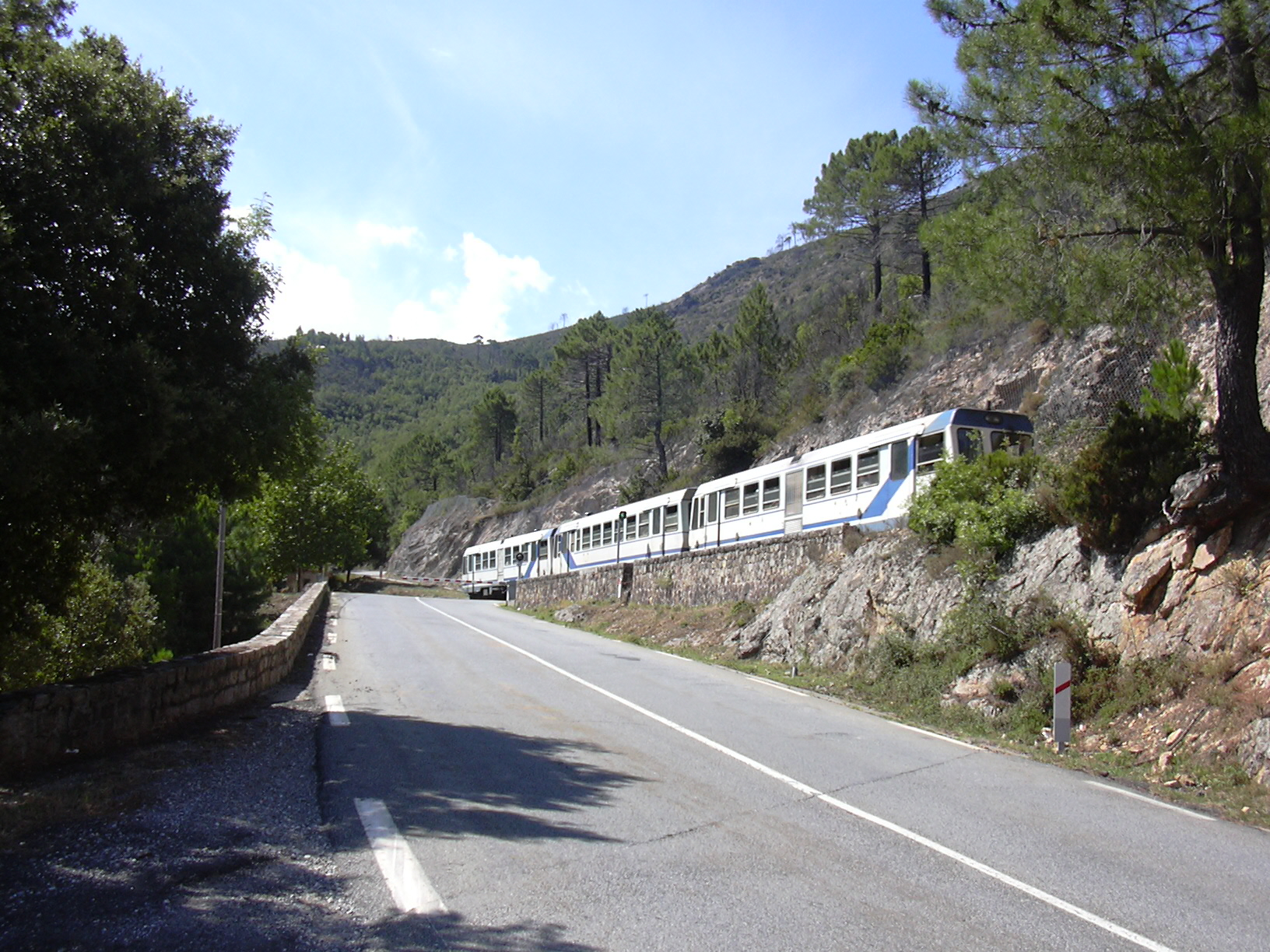
Deux motrices d'autorails X 97050 avec remorque XR 9700 intercalée, entre Venaco et Vivario.

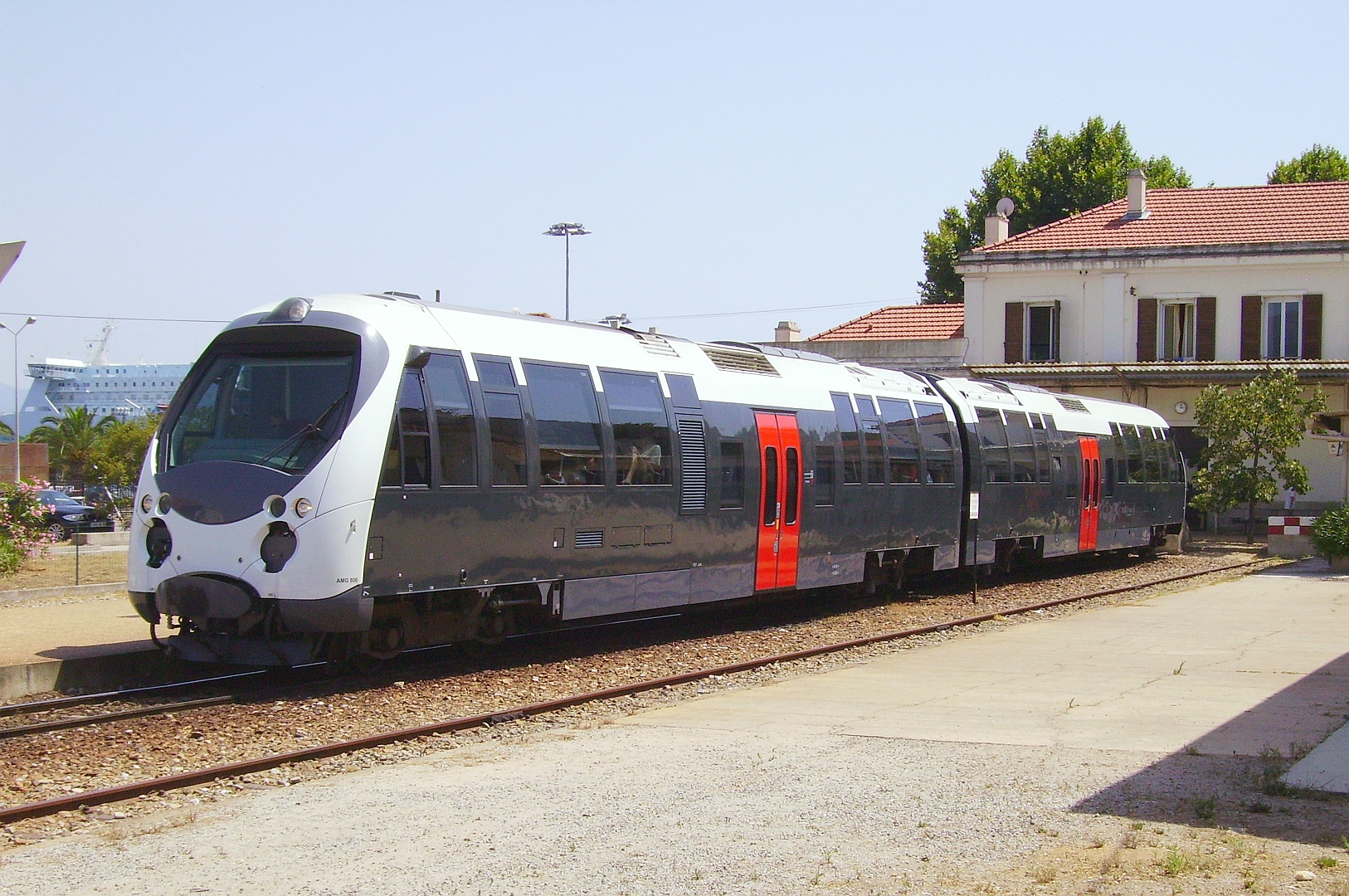
Autorail AMG 800 en gare d'Ajaccio, assurant le train 26 pour Bastia, le 15 juillet 2009.

Quand l'État désigne la CFTA comme administrateur de séquestre du réseau Corse en 1971, l'entreprise trouve une bonne partie du matériel en mauvais état. Contrairement à la SACFS dont les faveurs penchaient pour les autorails Billard / Carde, la CFTA mise davantage sur les Renault qu'elle fait moderniser. En 1972, la CFTA doit s'engager devant l'État pour disposer d'un parc d'autorails fiables et prend la décision d'acquérir du matériel neuf. Les CP viennent de recevoir quatre autorails de construction CFD, qui sont les premiers autorails de voie métrique neufs mis en service depuis vingt ans. C'est ce modèle qui est retenu par la CFTA pour le réseau Corse, et cinq unités sont donc commandés aux ateliers CFD de Montmirail. Mis en service en 1975/76, on peut les considérer comme un compromis qualité / prix. Ils répondent globalement aux exigences, mais présentent plusieurs faiblesses, dont une mauvaise adhérence des roues motrices, un refroidissement des deux moteurs insuffisant et une trop grande sensibilité aux chocs de pierres sur la partie mécanique. Trois unités comportent un compartiment de 1re classe et sont numérotés 1201, 1202 et 1204 ; les deux autres obtiennent les numéros 2003 et 2005. Après la suppression de la 1re classe sur le réseau, la série sera uniformément numérotée 2001 à 2005. Elle est complétée en 1981/82 par deux unités similaires X 5001 et 5002, équipés de moteurs plus puissants leur permettant de tracter l'une des remorques XR 104 et 105. Cette dotation de sept autorails modernes permet de reléguer les ABH8 à la réserve pour la ligne Bastia - Ajaccio et aux trains-tramways de la Balagne en été ; quant aux Billard, ils disparaissent rapidement du service commercial. Ensuite, la livraison des X 97050 pendant les années 1990 aura comme effet de limiter l'emploi des autorails CFD aux trains Bastia - Calvi (deux autorails encadrant une ou deux remorques Billard courtes) et aux trains de banlieue Bastia - Casamozza. Six autorails CFD sont toujours en service en Corse, alors que le X 2003 a été loué aux CP.
En 2016 les autorails CFD sont tous hors-service, certains ont été vendus au Chemin de fer du Vivarais (5001 et 5002, 2001, 2 et 5), l'X2003 est toujours aux CP. L'X 2004 reste en Corse où il est préservé par le Cercle Ferroviaire de Corse.
Désormais sous l'égide du nouvel exploitant qu'est la SNCF, le renouvellement du parc de matériel continue et s'inscrit dans une démarche de pérennisation et de modernisation de l'ensemble du réseau. Cinq autorails d'un nouveau type X 97050 sont construits par les établissements Soulé de Bagnères-de-Bigorre en 1989/92, nettement plus robustes et confortables que les X 2000 / 5000, mais également plus lourds. Ce sont les premiers autorails corses conçus d'emblée pour circuler avec une voiture-pilote et / ou en unité multiple. La croissance du trafic, notamment pendant la saison estivale, justifie la formation de rames de quatre caisses pour les trains Bastia - Ajaccio, dans les limites de la disponibilité du matériel. Les X 97050 offrent au voyageur une visibilité plus réduite que les CFD en raison de la subdivision de l'intérieur en plusieurs espaces clos avec des cabines de conduite fermées ; par contre, ce sont les seuls autorails corses à disposer de fenêtres ouvrantes. La situation du réseau étant devenue plus favorable, deux autres X 97050 peuvent être commandés et sont livrés en été 1997,. Le prix par rame (autorail et remorque de réversibilité) a été de 9 500 000 francs aux conditions économiques de 1989.
Les années 2000 voient un profond renouvellement de l'infrastructure ferroviaire, et des crédits de 48 M€ sont affectés à l'acquisition de douze autorails doubles de grand confort. Ils permettront de faire face à une demande toujours croissante en été et de renoncer aux autorails CFD, dont la durée de vie ne peut être prolongée sans investissements importants, peu fiables sur le plan économique. Pour cette importante acquisition, la CTC se tourne vers les établissements CFD Bagnières et sera ensuite suivie par une commande des CP (quatre unités) et de la SNCFT (dix unités). Le modèle destiné à la Corse est baptisé AMG 800, les lettres AMG voulant dire « Autorail à voie Métrique Grand confort » et le chiffre 800 rappelant la puissance élevé des 2 moteurs, qui est de 880 kW soit plus que le double des X 97056 à 97057. Les compartiments voyageurs sont climatisés et dotés de baies panoramiques ; une intercirculation permet une meilleure répartition des voyageurs à l'intérieur de la rame. Les six premiers AMG 800 sont livrés de 2007 à 2009. Cependant, les essais des AMG 800 s'avèrent très insatisfaisants, et de nombreux problèmes techniques sont détectés, affectant en partie la sécurité. De ce fait, la réception des six autres engins est refusée. De surcroît, les efforts du personnel technique s'étant concentrés sur la mise en service des AMG 800, les révisions du reste du matériel existant sont différées, si bien qu'en dépit d'un nombre d'autorails jamais atteint auparavant, seulement la moitié des trains peuvent être assurés.

### Remorques d'autorail

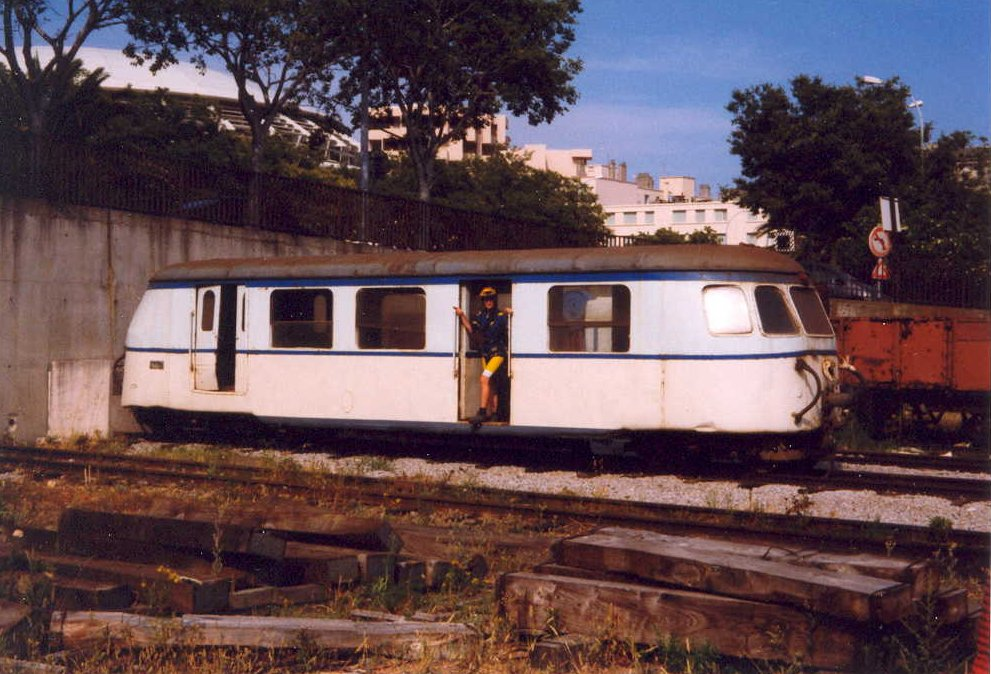
Remorque Billard XR 242, réformée au dépôt de Bastia.

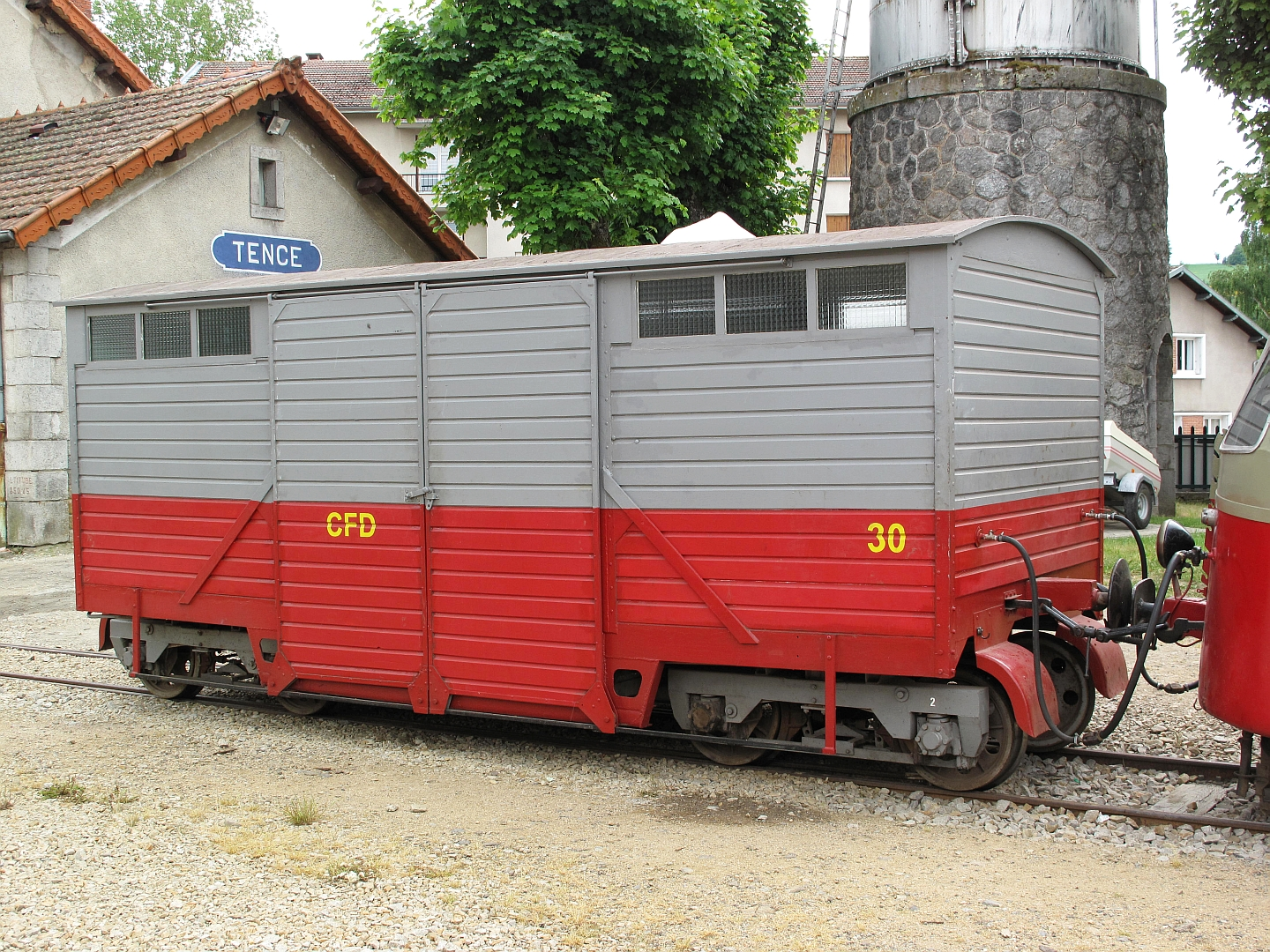
Remorque de messageries Billard de la même série que les XRD 20-21 des CFC.

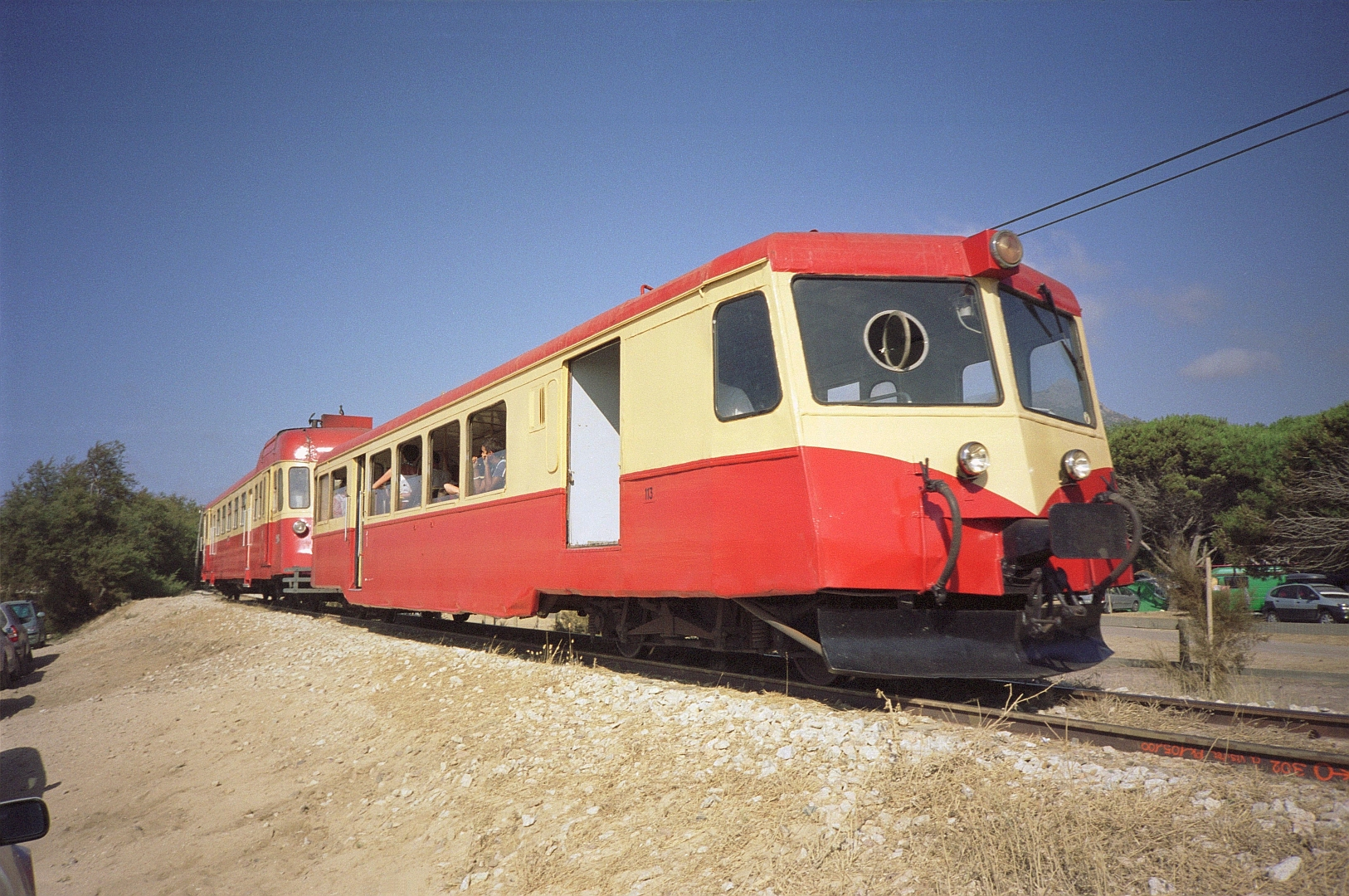
Remorque-pilote Billard / Carde no 113 devant l'autorail Renault X 206.

En même temps que les autorails Billard A 150 D, la CFD commande auprès du fabricant tourangin huit remorques R 210 numérotées XR 1 à XR 8. Elles peuvent servir indifféremment aux autorails no 101 à 106 et 111 à 116. La carrosserie est identique à celle des autorails A 80 D. En raison d'un compartiment fourgon assez spacieux (3,2 m de long) et de la présence d'un WC, avec en face une armoire technique pour l'agrégat de chauffage autonome, seulement 24 places assises sont offertes, auxquelles s'ajoutent quatre strapontins dans l'entrée. Deux unités sont détruites pendant la Seconde Guerre mondiale. La XR 7 est renumérotée 212 à la suite d'une modernisation légère, après que son numéro a été attribué (par erreur ?) à la remorque qui a porté le no 210 avant d'être introduite sur le réseau (voir ci-dessous). En avril 2004, elle est sauvegardée et rapatriée par l'association des Voies ferrées du Velay, qui exploite la ligne Dunières - Saint-Agrève de l'ancien réseau CFD du Vivarais. D'autres unités bénéficient d'une modernisation légère et de la nouvelle livrée à dominante blanche, pendant les années 1990, pour l'emploi avec les autorails CFD X 2000 sur les trains Bastia - Calvi et retour. Ces remorques ont été garées hors service depuis, sans toutefois avoir été mises à la ferraille,,.
Le nombre de remorques R 210 ne semble pas avoir été suffisant après la suppression des trains tractés, à capacité de voyageurs largement supérieure à celle des autorails. Les Renault ABH8 paraissent relativement grands, mais n'offrent pas davantage de places assises que les Billard A 150 D, soit 40 places. Comme en témoignent de nombreuses photos en couleurs des années 1950, treize voitures voyageurs De Dietrich des années 1920 avec ou sans compartiment fourgon ont reçu la livrée rouge et crème des autorails et ont été utilisées comme remorque pour les ABH8 (no 1601 à 1606, 1608 et 1666, ainsi que les 1607 et 1663 à 64 avec compartiment postal). Au moins un fourgon, le no 2625, a été décoré et utilisé de la même façon. Ce n'est qu'ultérieurement, à la fin des années 1970, que deux fourgons légers construits par Billard en 1938 spécialement pour les autorails sont importés sur l'île. Il paraît par contre qu'ils n'ont pas été utilisés, en raison de la présence d'autorails démotorisés dont les caisses ont été aménagées comme remorque à messageries (voir le tableau ci-dessous).
Trois autres remorques R 210 sont introduites par la SACFS en 1966. Les XR 7 (no 210 chez les CFDT) et 211 (également no 211 chez les CFDT) sont contemporaines des huit remorques XR 1 à 8 et ont été construites pour les Tramways d'Ille-et-Vilaine. Leur carrosserie est semblable à celle des autorails A 150 D recarrossés. La XR 210 est rachetée d'occasion auprès du réseau fermé CFD Seine & Marne où elle a porté le no  R 1, et n'obtient son numéro définitif qu'à son arrivée en Corse, récupéré de la remorque devenue no 7. La remorque no 7 d'origine est quant à elle renumérotée 212 (voir ci-dessus). La XR 210 est non seulement recarrossée mais aussi allongée, avec quatre baies par face et une entrée centrale, à l'instar des autorails 501 à 504 recarrossés. Les XR 7, 210 et 211 sont utilisés pour renforcer les trains-tramways de la Balagne jusqu'à ce qu'elles deviennent inopérantes,,.
Deux remorques Billard détiennent une place spéciale. La XR 113 est issue de l'autorail X 113 recarrossé et allongé par "Carde" à Bordeaux en 1967, en même temps que le dernier autorail Billard en service commercial en France. En 1987, il est démotorisé et équipé comme voiture-pilote pour réemploi avec les Renault ABH 8 sur les trains-tramways Calvi - L'Île-Rousse. La XR 526 a connu un destin semblable. Construit comme autorail en 1947 pour les Tramways d'Ille-et-Vilaine, le X 526 a fait du service sur le Réseau breton avant d'être recarrossé par "Carde" en 1969 (sans allongement de la carrosserie) et expédié vers la Corse. Le X 526 a été démotorisé et transformé en remorque pilote équipée pour la réversibilité en 1985. Ce fut le dernier véhicule du réseau breton en service commercial (hormis le matériel récupéré par des chemins de fer touristiques). De 1985/87 à 2009, les XR 113 et 526 ont assuré le service des trains-tramways de la Balagne derrière les ABH8. La remorque XR 113 propriété de la Collectivité Territoriale de Corse fut confiée en 2014 à l'association le Cercle ferroviaire corse à Calenzana-Lumio, et la remorque XR 526 endommagée par un incendie en 2016, a été démolie à Bastia le 19 avril 2017.
La mise en service des autorails CFD X 2000 prévus pour tracter une remorque donne l'occasion de lancer la construction de deux exemplaires. Pour ce marché, la CFTA retient les établissements Garnéro, carrossier à Carros près de Nice et sous-traitant des CFD dans le cadre de la construction des X 2000. Les châssis des autorails Billard A 210 D démotorisés no 105 et 106, garés hors service depuis une dizaine d'années, servent de base. Les nouvelles remorques sont numérotées XR 104 et 105 (et ne reprennent pas les numéros des autorails, contrairement au principe appliqué aux autres remorques issues de reconstructions). Les XR 104 et 105 restent les uniques remorques modernes pour les autorails CFD. En raison du manque de capacité pour le stockage des bagages à l'intérieur, les autorails CFD circulaient par contre souvent avec des remorques à messageries issues de la transformation d'autorails Billard A 80 D sous la gestion de la SACFS. La remorque XR 242 (ancien autorail no 32 du réseau CFD Charentes et Deux-Sèvres) sera acquise par un particulier et confiée au MTVS et quittera le dépôt de Bastia le 22 janvier 2016.
Les autorails de la série X 97050 sont les premiers à être dotés de remorques vraiment assorties, les XR 9700, avec une caisse de longueur strictement identique et une carrosserie analogue, qui ne se différencie que par la disposition des baies. Il s'agit de voitures-pilotes, équipées d'une seule cabine de conduite qui fait qu'elles sont toujours accouplées à l'autorail du même côté. L'emplacement de la seconde cabine de conduite est laissé vide pour le stockage des bagages des voyageurs. Grâce à l'absence de locaux techniques au milieu des véhicules, les remorques proposent six places assises en plus par rapport aux autorails. Il n'y a pas de porte d'intercirculation pour se déplacer d'un véhicule à l'autre à l'intérieur du train.

### La maintenance du matériel roulant
Dès le début de l'exploitation, la maintenance lourde et les principales révisions périodiques s'effectuent dans les ateliers de Bastia, situés immédiatement au nord de la gare et répartis sur deux halles. L'une subsiste toujours, accolée à la halle de remisage des autorails. Le décret de concession du 17 janvier 1977 oblige la CFTA d'entreprendre la construction de nouveaux ateliers en gare de Casamozza. Dans cette ancienne gare de bifurcation proche de Bastia, l'espace disponible est suffisamment grand pour entreprendre ce projet sans acquisitions de terrain. Plus globalement, le transfert des ateliers s'inscrit dans le cadre d'une vaste opération d'urbanisme, voulue par la municipalité de Bastia et s'accompagnant notamment de la construction de la nouvelle préfecture de la Haute-Corse. Pour le chemin de fer, la conséquence en est la forte réduction des emprises de la gare, depuis longtemps surdimensionnées. En réalité, les travaux pour la construction des nouveaux ateliers ont été lancés dès 1976. Ils s'échelonnent sur deux ans et sont supervisés par la CFTA. En juin 1978, c'est le président de la République Valéry Giscard d'Estaing en personne qui inaugure les nouveaux ateliers. La nouvelle gare de Bastia n'entre en service que trois ans plus tard.
Les ateliers de Casamozza emploient une trentaine de personnes et se composent de deux hangars se faisant face. Le plus grand, dit atelier de levage, est consacré à la réparation du matériel de traction. L'autre hangar, dit atelier de wagonnage, est destiné aux travaux de carrosserie et aux révisions du matériel remorqué. Les halles sont accessibles chacune par deux voies, dont une en continu ; en plus, l'atelier de levage dispose d'une troisième voie accessible uniquement en passant par l'atelier de wagonnage. Une grue roulante permet le levage de charges jusqu'à 20 t. En principe, toutes les opérations périodiques et accidentelles peuvent être assurées à Casamozza. Certains travaux d'une ampleur ou d'une complexité inhabituelles ont toutefois été confiés aux ateliers SNCF de Bordeaux, telle que la première grande révision sur un X 2000 accompagnée de nombreuses modifications techniques. De cette façon, la formation continue des mécaniciens corses peut en même temps être assurée. Dans d'autres cas, une surcharge des ateliers de Casamozza a motivé l'exécution de certains travaux sur le continent. En ce qui concerne le nettoyage et les visites à l'arrivée, ils continuent à être assurés à Bastia, et le matériel y est toujours remisé en attendant ses prochains services. La maintenance légère a également lieu dans les autres gares ou des rames sont garées pendant la nuit, soit Ajaccio, Bastia, Corte et Calvi,,. Comme déjà mentionné plus haut, l'ensemble des installations de maintenance est renouvelé dans le cadre du Contrat de projets État - Région 2007-2013.
Cette modernisation des ateliers inclut notamment leurs adaptations à la prise en charge des nouvelles rames AMG-800, éléments indéformables de deux caisses, deux fois plus longs que les types d'autorails précédents. Or, des travaux ne débutent qu'au moment de la livraison des premiers AMG-800, alors que de nombreuses mises au point sont habituellement nécessaires lors de la mise en service de nouveaux matériels. Cette absence de coordination entre travaux de modernisation et maintenance du matériel va se manifester pendant les années 2010 et 2011, quand les ateliers de Casamozza ne manquent pas seulement pour les soins à apporter aux AMG-800 techniquement inaboutis par manque de périodes d'essais, mais également pour les grandes révisions des X 97050 et les autorails CFD plus anciens. L'éventualité de la nécessité même de procéder à ces grandes révisions n'a pas été pris en compte. Elles s'avèrent néanmoins indispensables face à l'indisponibilité des AMG-800 pour le service commercial à leurs débuts. La seule possibilité est de les effectuer sur le continent, mais les précautions ne sont pas prises à temps, et les retards s'accumulent. Comme conséquence, le matériel roulant fait cruellement défaut en 2010 et 2011 : seulement sept autorails sont disponibles en 2010 (ce qui est déjà moins qu'après les destructions de la Seconde Guerre mondiale), et quatre autorails doivent suffire pour entamer la saison estivale de 2011. Le niveau de l'offre sur la ligne centrale tombe sur son niveau le plus bas depuis les heures sombres de l'immédiat après-guerre, le service des trains-tramways de la Balagne est assuré au niveau de l'arrière-saison, et le service de banlieue disparaît quasiment.

## Le personnel
En automne 1907, le Conseil général de Corse exprime son vœu que la concession CFD ne soit pas reconduite après son échéance le 3 décembre 1909, soit au terme de l'exploitation du réseau dans son intégralité. Les cheminots corses proposent alors un projet de reprise par une coopérative du personnel et sont soutenus dans cette démarche par le puissant Syndicat des travailleurs des chemins de fer de France et des colonies. Le capital doit être remplacé par un fonds de roulement alimenté par les recettes. Les versements dans la caisse des retraites seraient augmentés de 10 % environ, les 33 % des bénéfices et économies dégagés seraient reversés au personnel, et un congé payé de quinze jours par an serait instauré, cumulable avec les cinquante-deux jours de repos annuels. Cette offre de reprise n'est pas retenue pour motif de l'insuffisance des garanties financières, et vraisemblablement aussi pour des motifs politiques. Les cheminots revendiquent alors une exploitation du réseau en régie directe par l'État, alors que leur syndicat n'abandonne pas le projet de coopérative : une société d'études est formée, et un capital d'un million de francs est constitué, assorti d'un cautionnement de cent mille francs. Comme déjà évoqué plus haut, la CFD est finalement confirmé comme exploitant, mais selon des modalités l'encourageant à développer le trafic. Peu avant la Première Guerre mondiale, le trafic atteint un premier apogée et les chemins de fer corses emploient plus de cinq cents personnes.
En raison la fermeture de la ligne de la côte orientale, le personnel est largement en surnombre après-guerre, et compte encore plus de quatre cents cheminots. Afin d'atténuer les conséquences sociales du surnombre, l'administration des Ponts et Chaussées instaure une polyvalence presque totale. Par cette mesure égalitaire, le travail peut ainsi être réparti entre l'ensemble du personnel, ce qui permet en même temps de perfectionner la formation des agents. Cet aspect est important pour un réseau totalement coupé du reste du monde ferroviaire. Les structures hiérarchiques traditionnelles et caractéristiques de l'exploitation ferroviaire sont rompues, et en dépit des mauvaises conditions économiques, les agents travaillent avec application et dévouement pour remettre en état le réseau et assurer son exploitation. La suppression de la traction à vapeur en 1954 accentue encore le problème du sureffectif. Les autorails Renault circulent donc avec quatre agents : conducteur, chef de train, barman et agent affecté à la surveillance du moteur.
Devant les menaces imminentes de fermeture du réseau en 1960, une grève générale est organisée le 11 janvier 1960, ignorée seulement par les transporteurs routiers et entrée dans l'histoire comme l'opération isula morta. Le général de Gaulle réagit et accorde aux chemins de fer corses le statu quo. La privatisation de l'exploitation qui se prépare ensuite rencontre l'opposition des cheminots. Le scénario de l'institution d'une nouvelle régie d'État n'est examiné en 1964 que pour apaiser les tensions. La SACFS en tant que nouveau concessionnaire est d'abord encouragé à licencier quatre-vingts cheminots, et le personnel doit être soumis aux dispositions prévues par la convention collective des agents des voies ferrées d'intérêt local. Il faut dire que les frais du personnel représentent 75 % des frais de fonctionnement du réseau en 1964. Les protestations font revenir le gouvernement sur cette clause, et le licenciement de masse du 1er juillet 1965 ne porte finalement que sur cinquante-cinq personnes. Contrairement à ce qui avait été prévu, la plupart des gares gardent du personnel et ne sont pas transformées en simples points d'arrêt facultatifs. La SACFS commence son exploitation avec cent-quatre-vingt-dix cheminots. Le personnel reste vigilant à l'égard du gérant de la SACFS, dont la voiture personnelle fait par ailleurs l'objet d'un plasticage le 15 novembre 1965.
L'augmentation du trafic de voyageurs sous la gestion de la CFTA et notamment le succès des trains-tramways de la Balagne font croître l'effectif des chemins de fer corses pendant les années 1970. En dépit du développement positif, les cheminots encore marqués par la déchéance de la SACFS dix ans auparavant, revendiquent pour la première fois leur rattachement à la SNCF au printemps 1980. Ils espèrent pouvoir accéder au statut spécifique du personnel SNCF. Charles Fiterman va leur donner gain de cause pour le rattachement à la SNCF, fin 1981. À ce moment-là, les cheminots corses, saisonniers et auxiliaires compris, sont au nombre de 248. Le nombre des cheminots permanents passe de deux cent trente-six à deux cent trente-neuf entre 1983 et 1986. Parmi eux, soixante-quatre sont attachés au service des voies et bâtiments, soixante-douze au service de l'exploitation (dont un tiers sont des agents de train, les autres effectuant le service en gare), et soixante-six au service du matériel et de la traction (dont la moitié sont des agents de conduite et l'autre moitié formant l'effectif des ateliers de Casamozza). Contrairement à leur attente, ils demeurent des salariés de droit commun, seulement le directeur et son adjoint étant directement employés par la SNCF.

## Service assuré

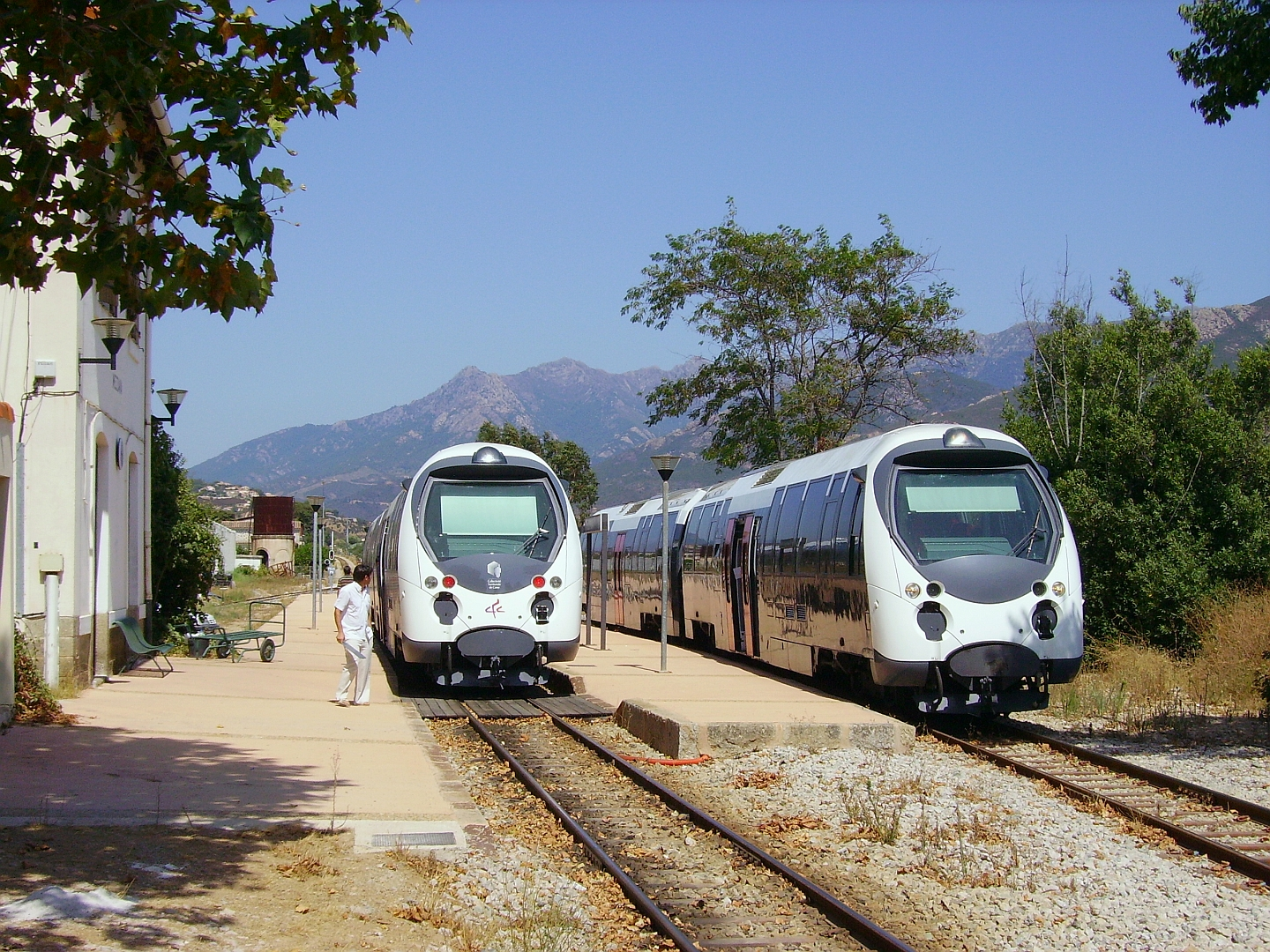
Gare de Mezzana, croisement des trains 26 et 77, AMG 800, le 27 juillet 2009.

Le service commercial comporte des trains de voyageurs uniquement, qui assurent en même temps un service de messageries. Des trains de travaux peuvent circuler pour les besoins internes du réseau. Tous les trains sont à classe unique et sans réservation. Les trains fonctionnent tous les jours de l'année, avec un horaire allégé les dimanches et fêtes, et un service légèrement différent pendant les périodes de l'horaire d'été et de l'horaire d'hiver. Tous les trains sont des autorails, dont les séries récentes X 97050 (1989-1997) et AMG 800 (2007-10) assument la majeure partie des trains-km. L'accessibilité aux personnes handicapées n'est pas encore établie en Corse, bien que les AMG 800 soient en principe conçus pour un accès sans barrières. L'adaptation des quais est prévue. Il n'existe pas de différentes catégories de trains, mais pendant l'horaire d'hiver, deux des quatre aller-retours Bastia - Ajaccio circulent comme trains directs sans arrêts commerciaux dans les petites stations et économisent ainsi une demi-heure de trajet. Les autres trains s'arrêtent à tous les points d'arrêt à la demande (sauf sur les sections Biguglia - Bastia et L'Île-Rousse - Calvi). Pour la montée, il faut faire signe au conducteur le plus tôt possible ; pour la descente, il convient de monter dans la première voiture du train et de se signaler auprès de l'agent du service commercial dès la montée. Les billets sont vendus aux guichets des gares, et en l'absence d'un guichet ouvert, à bord du train auprès de l'agent du service commercial. La section de Ponte-Leccia à L'Île Rousse ne compte plus aucune gare ouverte sur plus de 50 km.
La desserte du réseau se compose comme suit :
- cinq aller-retours sur la ligne principale Bastia - Ponte-Leccia - Ajaccio (158 km, meilleur temps de parcours entre les deux villes : 3 h 45) ;
- un aller-retour partiel supplémentaire sur la ligne principale Corte - Bastia (77 km) ;
- deux aller-retours sur la ligne de Ponte-Leccia à Calvi, avec origine / destination Bastia (120 km) ;
- service suburbain Bastia - Casamozza (commune de Lucciana) avec 16 haltes intermédiaires (20 km) ;
- service suburbain Ajaccio - Mezzana (commune de Sarrola-Carcopino) avec 4 haltes intermédiaires dont deux avec évitement (Caldaniccia et U Ricantu en cours d'installation (12 km) ;
- service suburbain Calvi - L'Île Rousse avec 14 haltes intermédiaires (22 km) dont deux avec évitement ( U Fiumeseccu Alzeta et Algajola), desservies par six aller-retours de navette auxquels s'ajoutent deux aller-retours dits "grandes lignes" de et vers Bastia (dont un sans changement à Ponte-Leccia).

La section Bastia - Ponte-Leccia est ainsi desservie par huit aller-retours, sans compter le service suburbain de Bastia.
Étant donné l'exploitation à voie unique, les croisements des trains dans les gares intermédiaires peuvent donner lieu à plusieurs minutes d'arrêt, et les temps de parcours des différents trains diffèrent notamment en fonction du nombre de croisements à effectuer en cours de route.

## Tarification
Les chemins de fer de la Corse ont une tarification propre. Les tarifs commerciaux et les cartes de réduction commerciales de la SNCF ne sont pas applicables. Les pass InterRail, destinés aux touristes étrangers, ne sont pas valables et ne donnent pas droit à des réductions.
Un abonnement pour 50 euros est vendu pour une période de sept jours. Il existe par ailleurs des réductions pour les enfants et les séniors résidant en Corse.